# Белгород-Днестровский

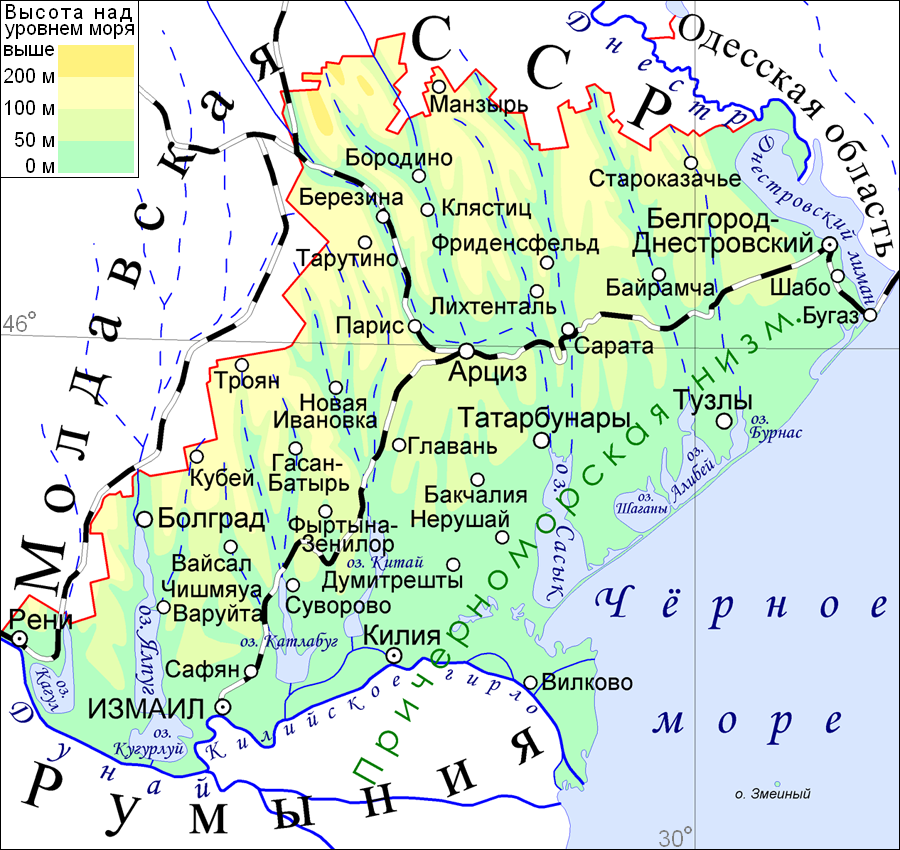
Карта Измаильской области

Бе́лгород-Днестро́вский (укр. Білгород-Дністровський, рум. Cetatea Albă) — город на берегу Днестровского лимана в Одесской области на юге Украины, административный центр Белгород-Днестровского района. Один из древнейших городов современной Украины. Здесь находится самое большое фортификационное сооружение Украины — Белгород-Днестровская крепость. Расстояние до Одессы — 86 км, до Киева — 463 км.

## Название
За свою историю Белгород-Днестровский сменил множество названий, большинство из которых означают «Белый город» — предположительно, от цвета берега, полного белых ракушек.
В античные времена на месте города существовал древнегреческий город Тира (Τύρας). Римляне называли город Альба Юлия (Alba Iulia), византийцы — Аспро́кастрон (Ἀσπρόκαστρον) — рус. Белый замок; и Мауро́кастрон (Μαυρόκαστρον) — рус. Чёрный замок. Генуэзцы, арендовавшие город у Золотой Орды для торговли, называли его Монка́стро (итал. Moncastro), исказив греческое название Маурокастрон. В Молдавском княжестве город получил название Четатя-Албэ — «Белая крепость». В период Османской империи назывался Аккерма́н (осман.-тур. Akkerman) — «Белая крепость». После присоединения Бессарабии Румынией (1918) город вновь получил название Четатя-Албэ (рум. Cetatea Albă), что с румынского (молдавского) языка переводится как «Белая крепость». Это название является официальным на румынском языке и в настоящий день. В 1944 году город получил название Белгород-Днестровский (укр. Білгород-Дністровський).
Старое название города Аккерман (укр. Аккерман) по-прежнему широко используется как в речи, так и в СМИ.

## Население

### Национальный состав
Перепись населения за 2001 год:
| Национальность | % от общего числа жителей |
| -------------- | ------------------------- |
| украинцы       | 62,9 %                    |
| русские        | 28,2 %                    |
| болгары        | 3,7 %                     |
| молдаване      | 1,9 %                     |
| другие         | 1,9 %                     |

### Языковой состав
По данным переписи 1897 года:
| Язык             | Численность, чел. | Доля     |
| ---------------- | ----------------- | -------- |
| Украинский       | 15 183            | 53,73 %  |
| Русский          | 5 724             | 20,26 %  |
| Еврейский (идиш) | 5 573             | 19,72 %  |
| Армянский        | 608               | 2,15 %   |
| Болгарский       | 288               | 1,02 %   |
| Другие           | 882               | 3,12 %   |
| Итого            | 28 258            | 100,00 % |

Родной язык населения по данным переписи 2001 года:
| Язык       | Численность, чел. | Доля     |
| ---------- | ----------------- | -------- |
| Украинский | 21 516            | 42,08 %  |
| Русский    | 27 880            | 54,52 %  |
| Болгарский | 848               | 1,66 %   |
| Другие     | 889               | 1,74 %   |
| Итого      | 51 133            | 100,00 % |

### История
Согласно данным ведомости за 1808 год, этнический состав населения города был следующим:
| Национальность               | % от общего числа жителей |
| ---------------------------- | ------------------------- |
| армяне                       | 38,2 %                    |
| греки                        | 18,9 %                    |
| украинцы и русские           | 14 %                      |
| болгары                      | около 10 %                |
| молдаване                    | 9,4 %                     |
| евреи, цыгане, поляки, турки | 9,5 %                     |

### Армяне

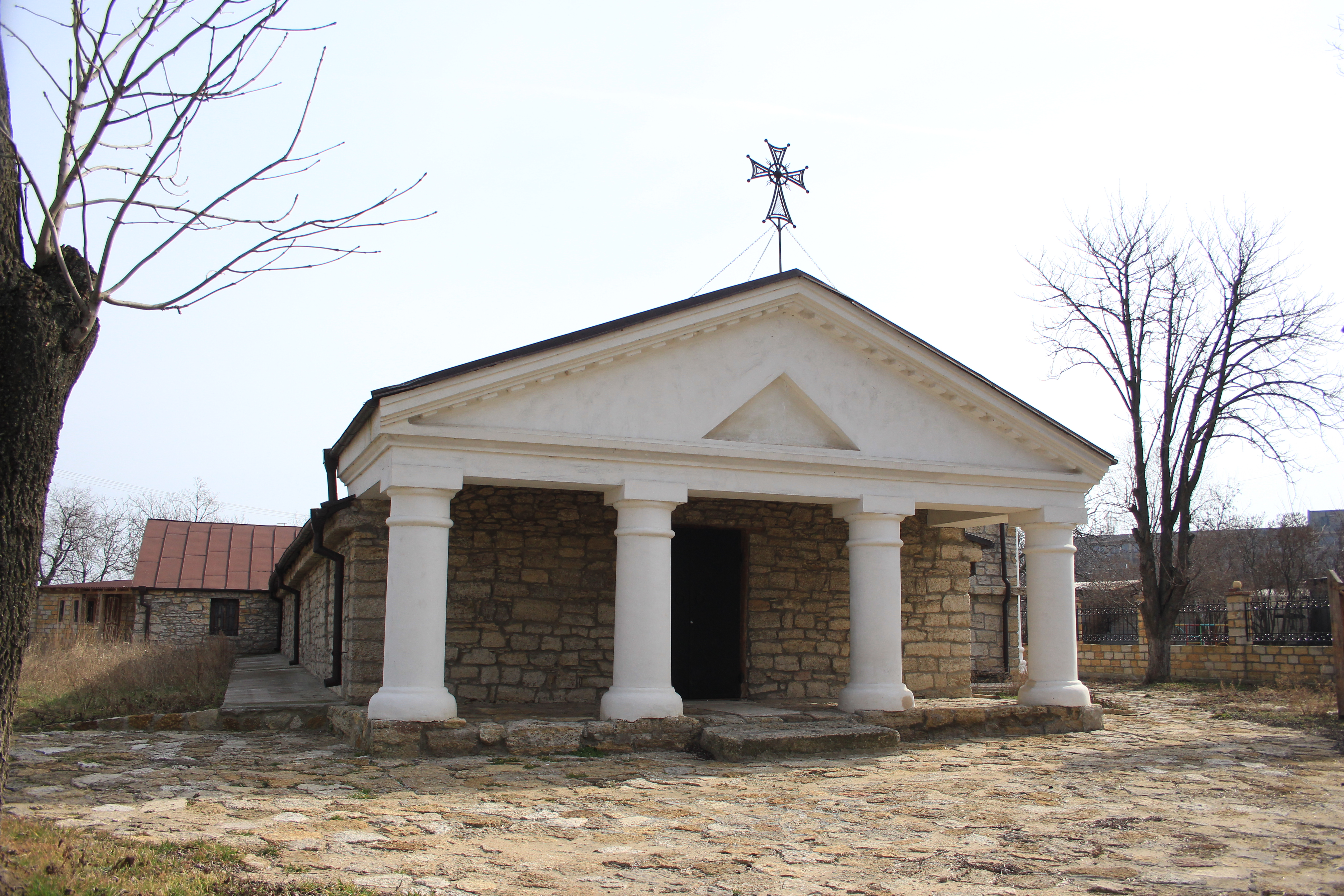
Армянская церковь Успения Пресвятой Богородицы (XIV век)

Точное время появления армян в Белгороде-Днестровском неизвестно. Белгород-Днестровский стал одним из первых городов средневековой Молдавии, где сформировалась многочисленная армянская община. Согласно Симеону Лехаци, армяне переселились в Аккерман из Ани. Г. Гойлав относит наиболее ранние свидетельства о материальной культуре армян Аккермана к XI—XII векам. Уже в XIV столетии, по сообщениям исторических источников, армяне имели здесь свою церковь. В средние века, предположительно, армянских церквей в городе насчитывалось три. На территории нынешней армянской церкви Белгорода-Днестровского сохранились мемориальные плиты 1446 и 1474 годов. В XV веке значительную армянскую колонию в Аккермане зафиксировали Жильбер де Ланнуа и Донато да Леззе. Формированию армянской общины в Аккермане способствовала международная торговля, в которой армяне играли роль посредников между Западом и Востоком. По состоянию на 1863 год в городе насчитывалось  836 армян. В городе также была одна приходская армянская школа, и одна действующая армянская церковь Ново-Нахичеванской и Бессарабской епархии ААЦ. По состоянию на 1886 год при церкви было три священнослужителя, а ее приход составлял 768 человек

## История

### Античность

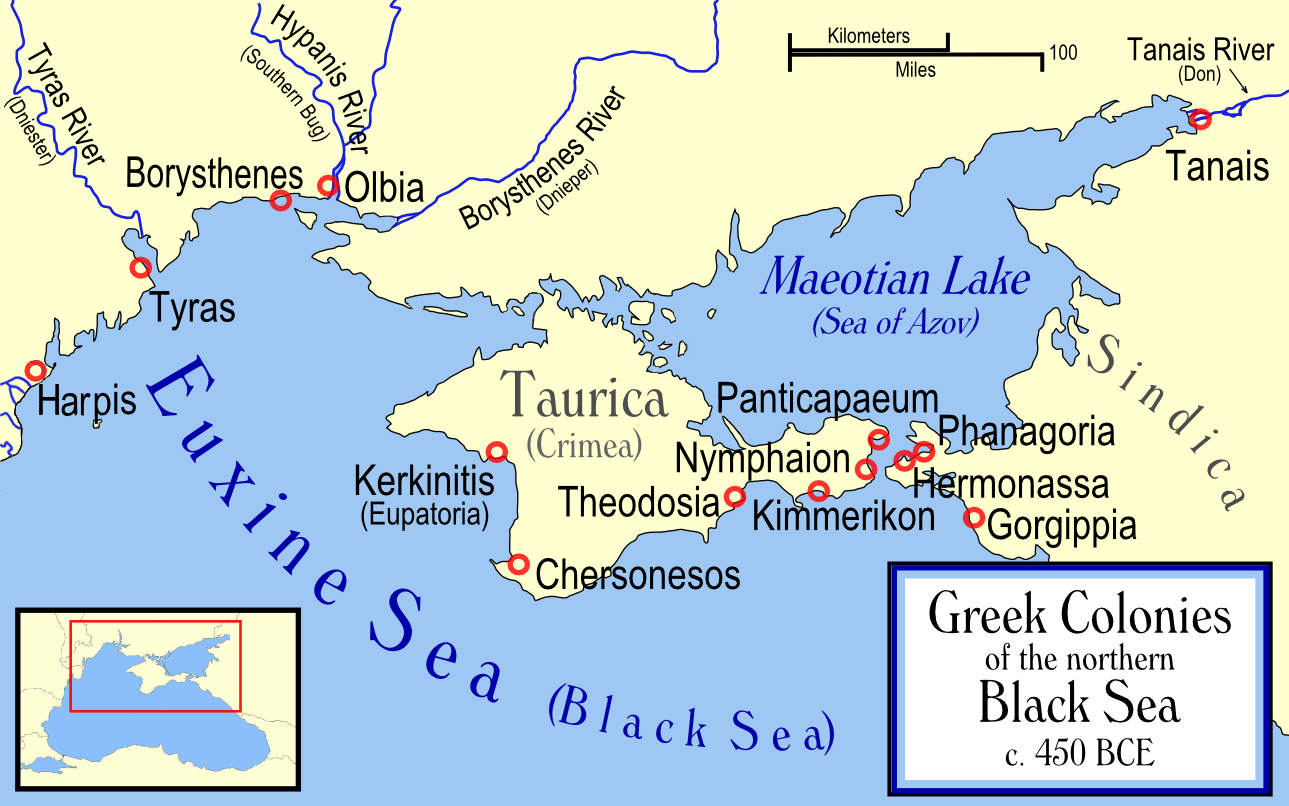
Тира и другие греческие колонии в северном Причерноморье, в V веке до н. э.

В VI веке до н. э. древнегреческими колонистами из города Милета был основан город Тира. Тира занимала выгодное географическое положение и играла важную роль в античной торговле Северного Причерноморья. Остатки древней Тиры находятся под Аккерманской (Белгород-Днестровской) крепостью, прикрепостной площадью и прилегающими к ней улицами, где на возвышенном и защищённом месте располагался акрополь.
В середине I века до н. э. город разрушили геты.
В середине I века н. э. город был восстановлен римлянами, предположительно в правление Нерона, и в дальнейшем входил в состав провинции Нижняя Мёзия. Город, переименованный в Алба Юлия, вернул своё прежнее значение. Полагают, что город погиб в результате гуннского нашествия последней четверти IV века.
Позже византийцы переименовали город, восстановленный после варварских нашествий, назвав его новым именем: Maurokastron (что означает «Чёрная Крепость»).

### Средние века
В середине XI века, после падения армянской столицы — города Ани, — часть его жителей, переселившись сюда, основывают армянскую колонию.
В XIII веке город был завоёван ханом Золотой Орды Берке и назван Ак-Либо.
В XIV веке генуэзцы получили ярлык на пользование крепостью как укреплённым торговым центром, который они называли Монкастро — от греческого названия городы Тиры в поздней античности.

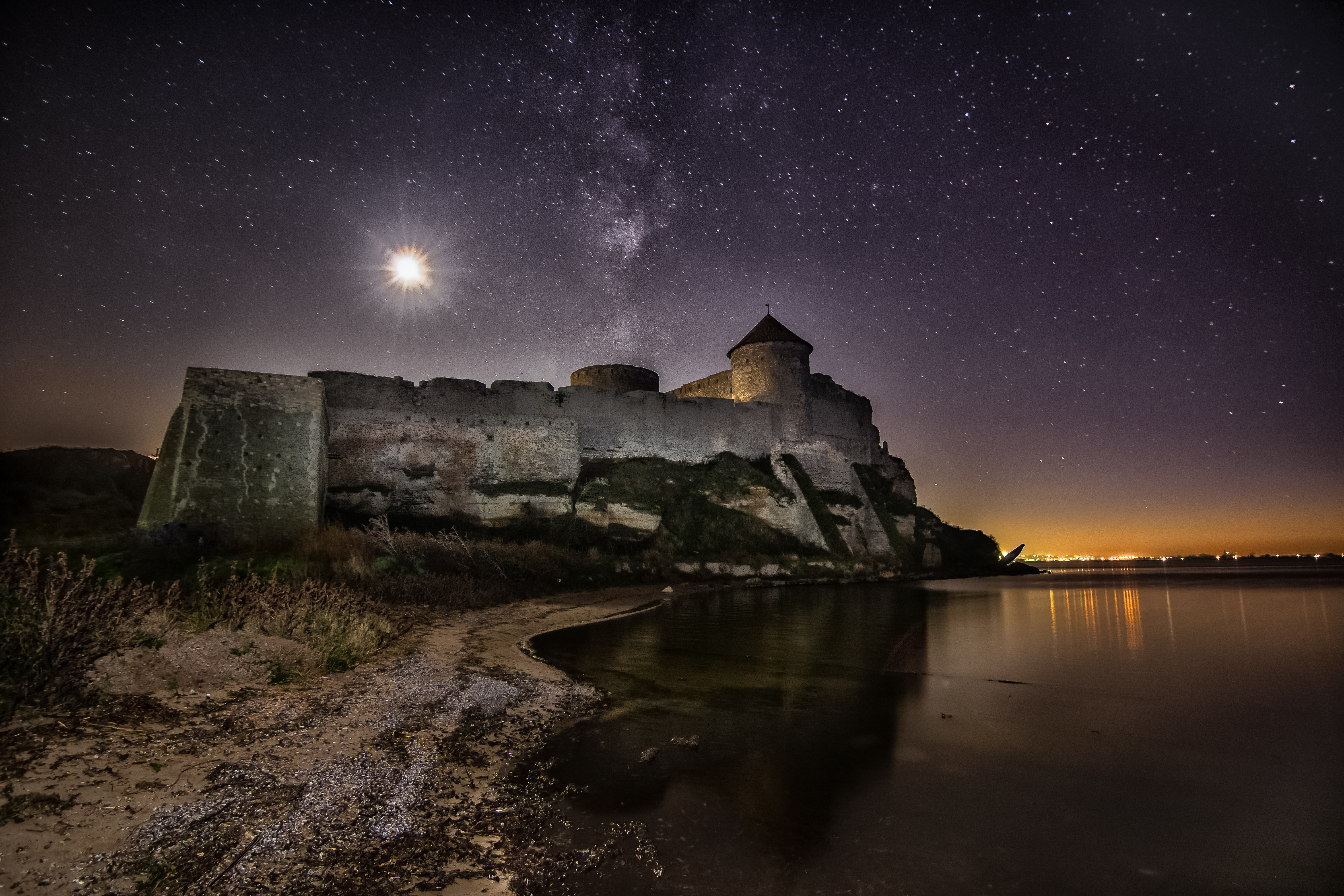
Млечный Путь над крепостью
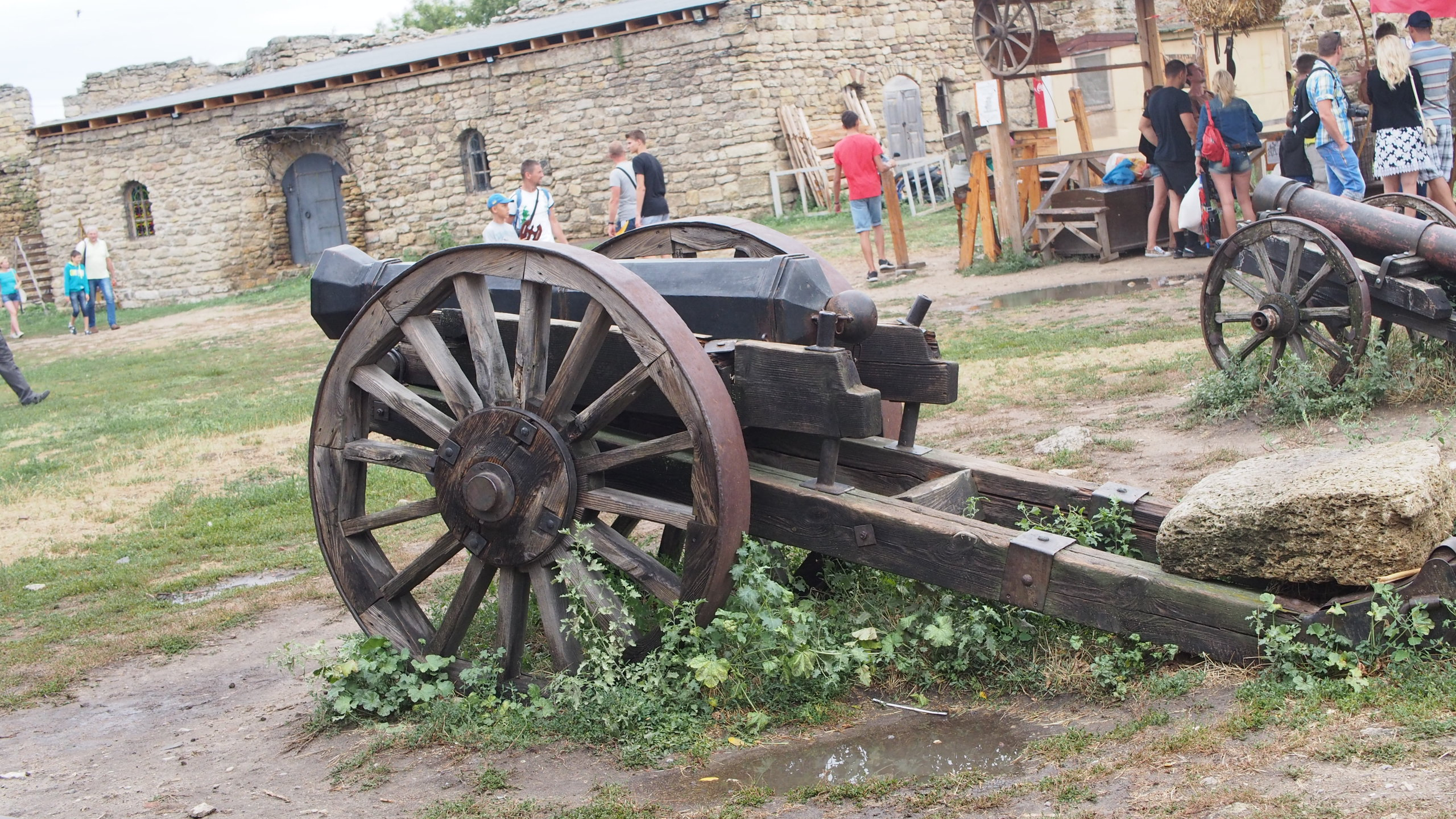
Крепостные пушки
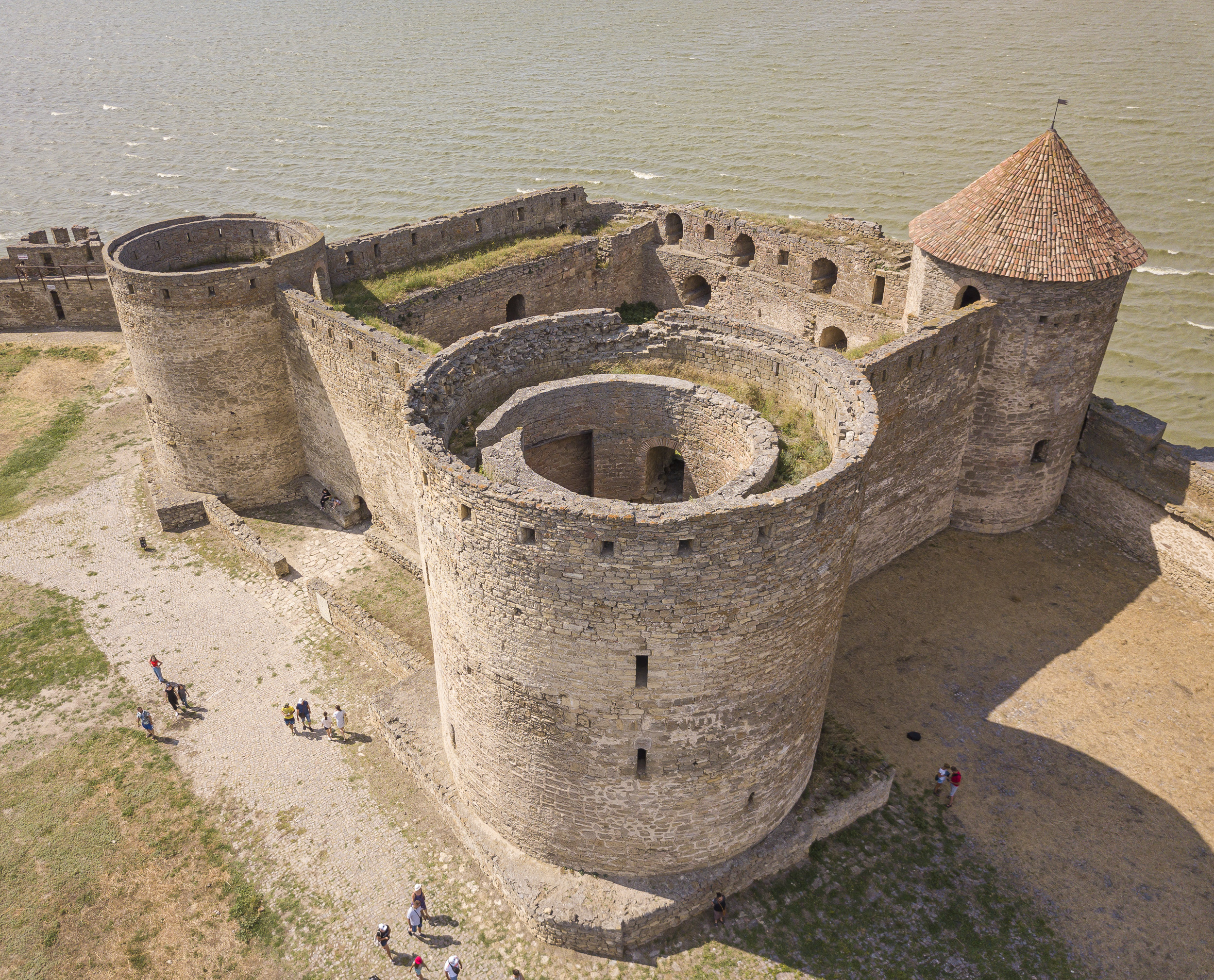
Цитадель
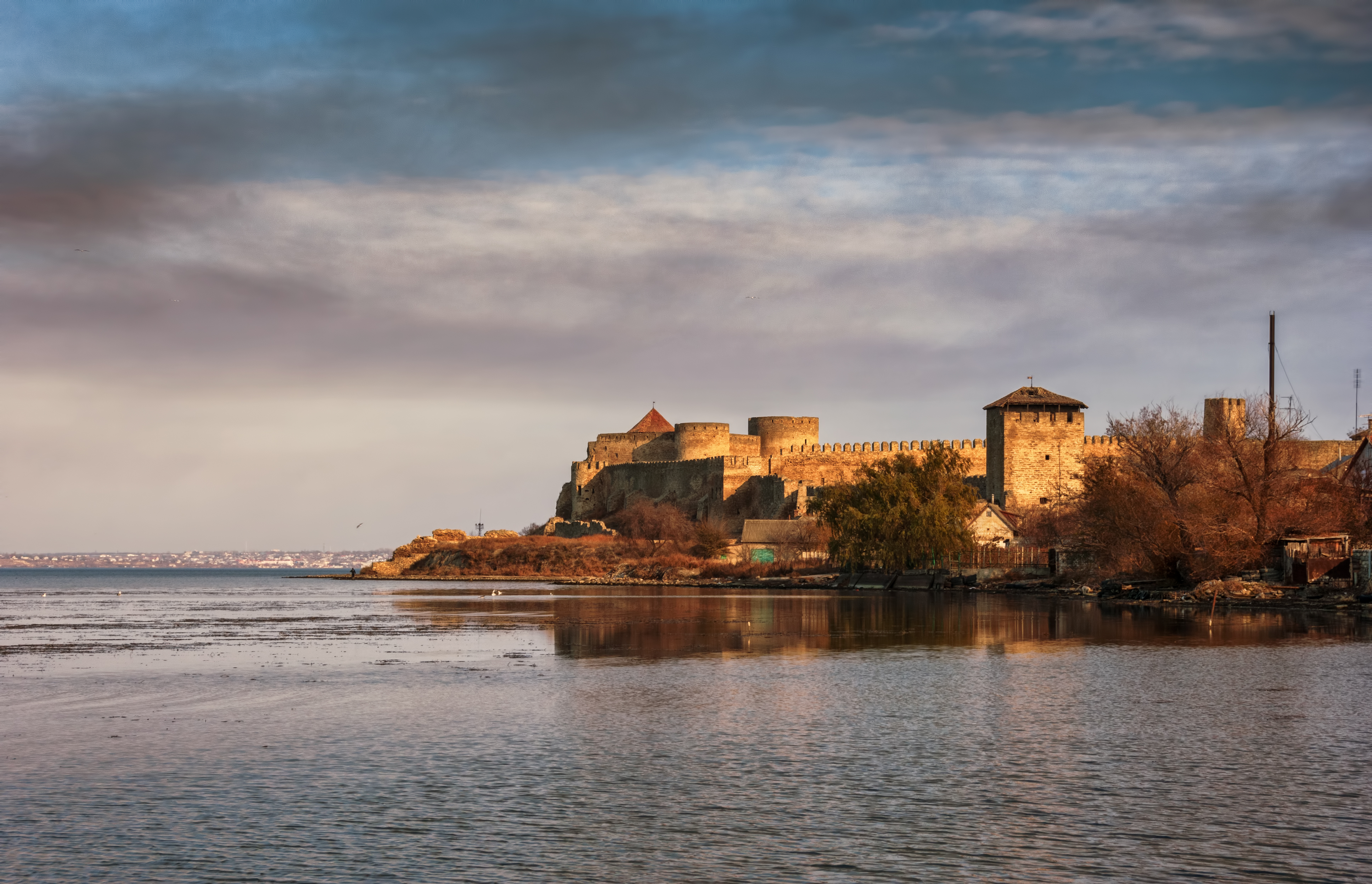
Белгород-Днестровская крепость
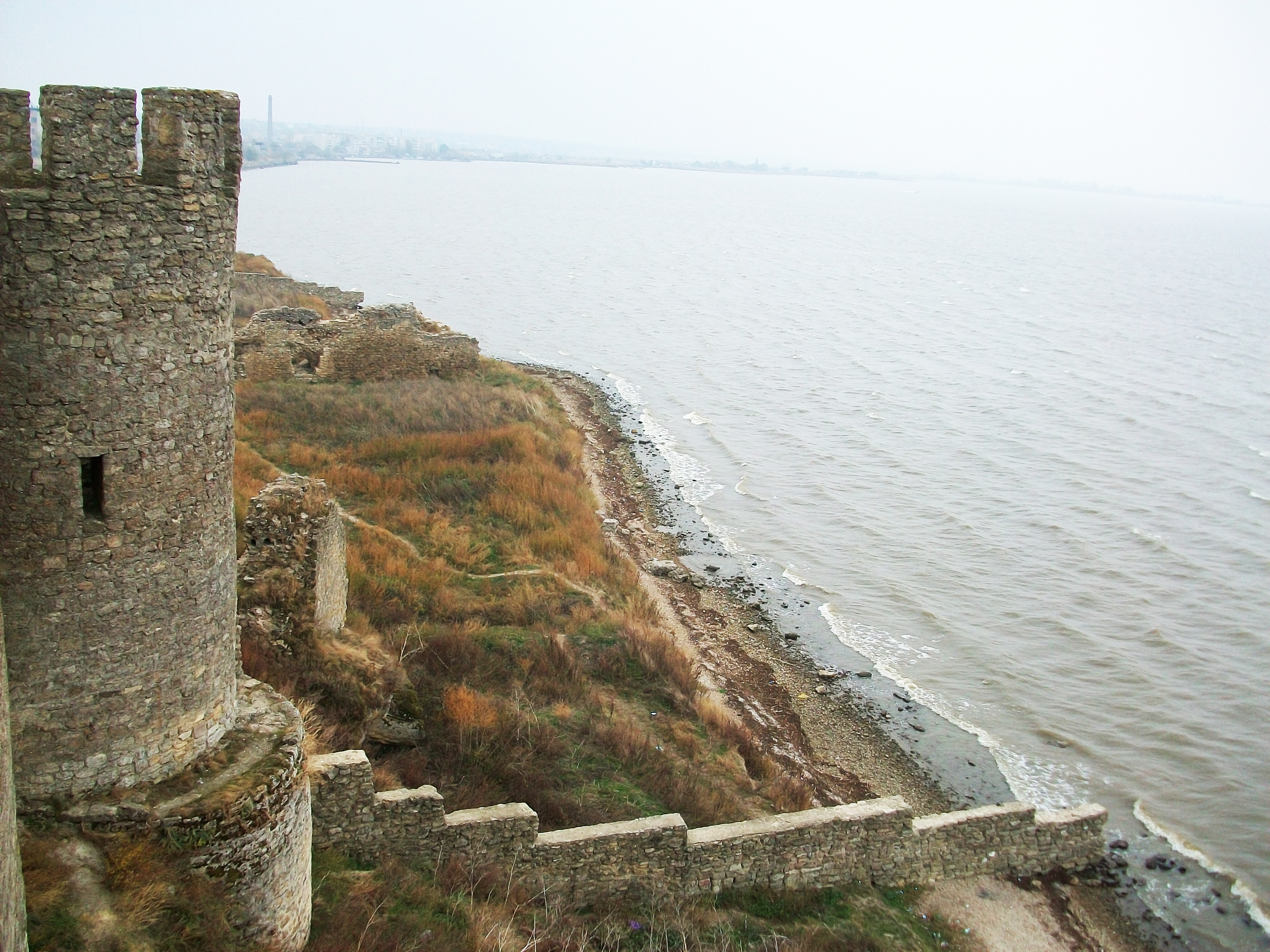
Лиман

### XV век
В Молдавском княжестве
В XIV веке крепость вошла в состав Молдавского княжества и генуэзцы лишились прав на её использование. В княжестве город назывался Четатя-Албэ (Белая крепость). Центр Аккерманской земли (адм.-тер. единица) во времена Димитрия Кантемира.
В 1438—54 годах под руководством мастера Федорка построена крепость.
В Османской империи
В 1484 году войска Османской империи овладели замком, и османы начали освоение земель Буджака, отторгнутых у Молдавского княжества. В Османской империи получил название Аккерман (Белая крепость).

### XVI век

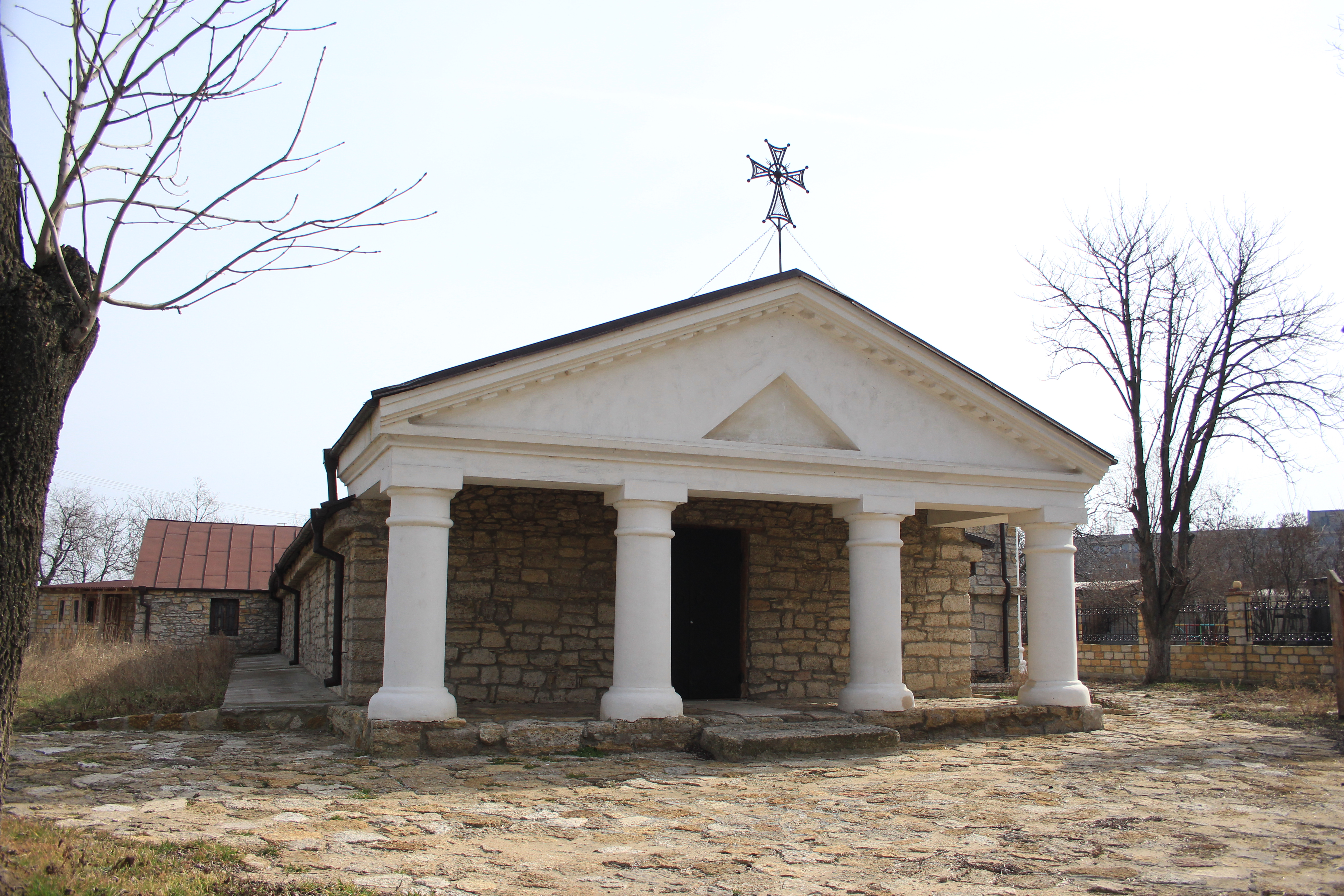
Армянская церковь Успения Пресвятой Богородицы (XIV век)

В 1503 году османы окончательно утвердились в городе, назвав его Аккерман.
В XVI—XVII веках крепость ремонтировалась, и был углублён внешний ров.

### XVIII век
Во время Русско-турецкой войны 1768—1774 годов, 25 сентября 1770 года Аккерман сдался отряду бригадира барона О. А. Игельстрома. В 1774 году, согласно Кючук-Кайнарджийскому мирному договору от 10 (21) июля 1774 года, возвращён Османской империи.
Во время Русско-турецкой войны 1787—1791 годов, 30 сентября 1789 года Аккерман был занят отрядом бригадира М. И. Платова из авангарда главного корпуса князя генерал-фельдмаршала князя Г. А. Потёмкина. Турецкий гарнизон был отпущен в город и крепость Измаил, а крепость занята Троицким мушкетёрским полком. В 1791 году, согласно Ясскому мирному договору 29 декабря 1791 (9 января 1792) года, возвращён Османской империи.

### XIX век

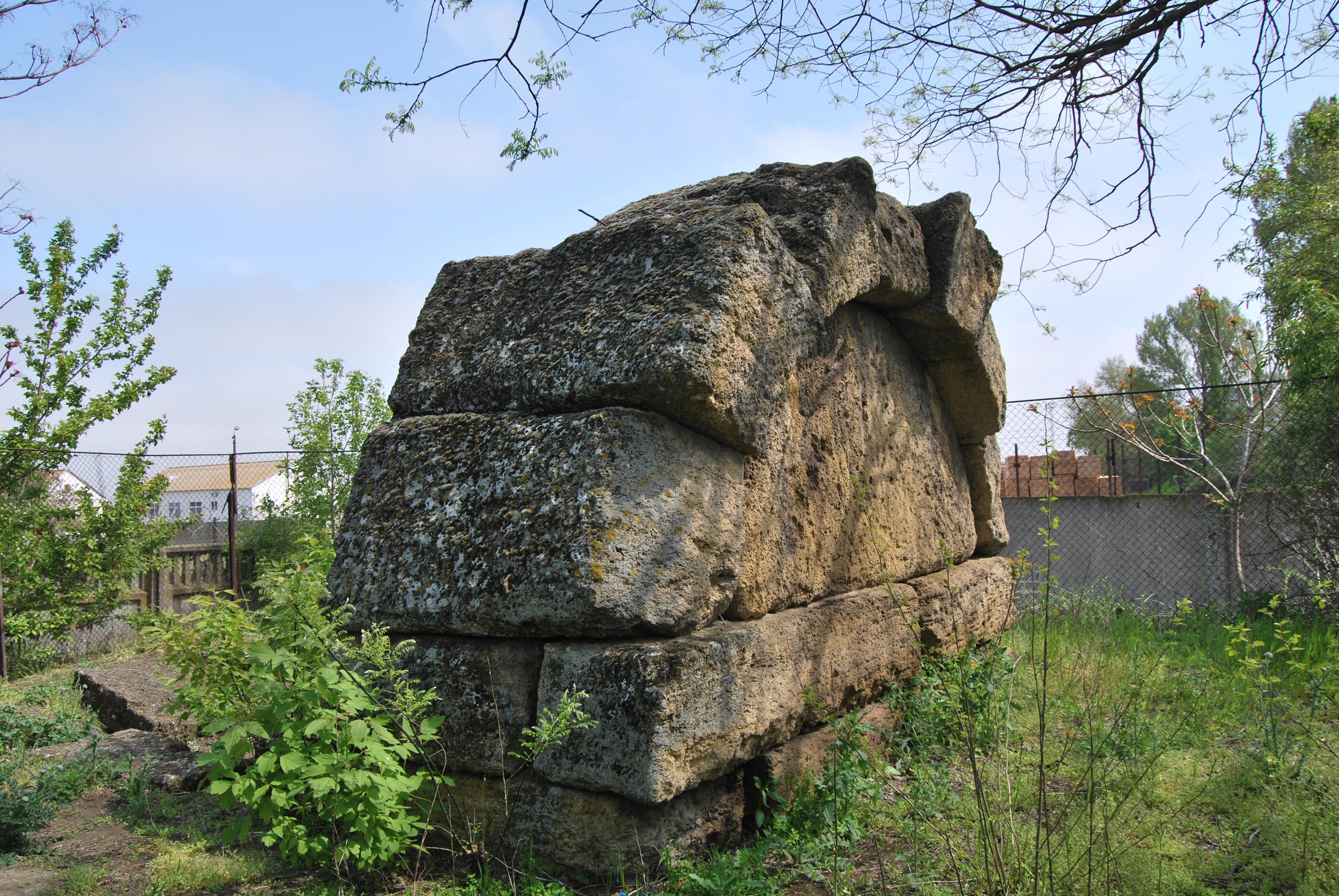
Скифская могила

30 ноября 1806 года, во время Русско-турецкой войны 1806—1812 годов, Аккерман был занят без выстрелов войсками под командованием герцога де Ришельё из состава Днестровской армии, так как комендант крепости согласился её сдать добровольно. В 1811 году Аккерман причислен к разряду крепостей 3-го класса. По Бухарестскому мирному договору от 16 мая 1812 года Аккерман перешёл в состав Российской империи. В 1813 году, согласно правилам о временном устройстве Бессарабии, её территория была разделена на 9 цинутов и Аккерман вошёл в один из них.
К 1818 году в Бессарабии образован новый цинут — Аккерманский.
29 апреля 1818 года императором Александром I издан Устав об образовании Бессарабской области, учреждены присутственные места по всем частям управления. Аккерман вошёл в состав области.
25 сентября (7 октября) 1826 года в Аккермане заключено соглашение между Российской империей и Османской империей — Аккерманская конвенция. Конвенция в основном подтверждала условия Бухарестского мирного договора и укрепляла влияние России в регионе. Турция признавала границу по Дунаю и переход к России Сухума, Редут-кале и Анакрии. Турция обязалась в течение полутора лет выплатить по всем исковым требованиям русских подданных, предоставить русским подданным право беспрепятственной торговли на всей территории Турции, а русским торговым судам — право свободного плавания в турецких водах и по Дунаю. Гарантировалась автономия Дунайских княжеств и Сербии, господари Молдавии и Валахии должны были назначаться из местных бояр и не могли быть отстранены без согласия России.
8 (20) декабря 1827 года султан Османской империи Махмуд II объявил об аннулировании Аккерманской конвенции, что послужило одним из поводов к началу Русско-турецкой войны 1828—1829 годов. После окончания войны, основные положения Аккерманской конвенции в расширенном виде вошли в Адрианопольский мирный договор 1829 года.
29 февраля (12 марта) 1828 года императором Николаем I утверждено «Учреждение для управления Бессарабской области» взамен Устава 1818 года. Область потеряла самостоятельность и была включена в состав Новороссийского генерал-губернаторства. В ходе административных реформ цинуты были переименованы в уезды. Аккерман стал уездным городом.
В 1832 году Аккерман исключён из разряда крепостей 3-го класса.
Как отмечает «Гeогpaфичeско-стaтистичecкий cлoваpь Рoссийcкой Импepии», по данным на 1861 год в городе Аккерман проживало 18814 человек. Большинство населения были православными, кроме этого в городе насчитывалось 218 раскольников, 1409 иудаистов, 869 последователей армянской апостольской церкви, а также 44 католика и 38 протестантов. В городе на тот момент насчитывалось 3 русско-православных церкви, 1 армянская церковь и 1 одна синагога. Из учебных заведений в городе имелись: уездное училище, приходская армянская школа, частная женская школа и несколько еврейских училищ
В 1861 году в Бессарабской области начата крестьянская реформа, продолжавшаяся до 1875 года.
В 1873 году Бессарабская область преобразована в Бессарабскую губернию. Аккерман остался уездным городом Аккерманского уезда.
Во время Русско-турецкой войны 1877—1878 годов Модлинский пехотный полк охранял побережье Чёрного моря у Аккермана.
По данным Энциклопедического словаря Ф. А. Брокгауза и И. А. Ефрона, Аккерман (или Ак-Керман, белый город) — уездный город Бессарабской губернии, на правом берегу Днестровского лимана, в 18 верстах от Чёрного моря; проживало 41178 жителей. Город состоял, из главной части и трёх посадов: Папушой, Турлака и Шаба. Имелось 9 церквей православных, 2 других («иноверных») христианских церкви, 3 синагоги, 10 народных училищ, в которых училось мальчиков 538 и девочек 161. Из благотворительных учреждений в городе были приют и богадельня. Из учебных заведений — 4-классные мужская и женская прогимназии и 2-классное городское училище. Были очень развиты огородничество и садоводство: «в городе огородов 304 и садов 2085». В городе находились 72 мельницы, 13 заводов и 551 торговое заведение, кроме того, 3 аптеки и таможенная застава. Базары еженедельно. Раз в году, с 6 по 28 декабря (по старому стилю), проводилась Николаевская ярмарка. Предметы торговли: соль, рыба, сало, шерсть и в особенности вино. Положение города было «очень удобное» тем, что суда могут из него выходить прямо в море, и, кроме того, город недалеко от Одессы. Годовой доход города составлял 46 249 рублей, расходы 47 234 рубля; капитал в кредитных учреждениях 20 415, наличными — 4101 руб. 33. Для Аккерманского и Бендерского уездов один предводитель дворянства. Сообщение с городом было пароходами через лиман.

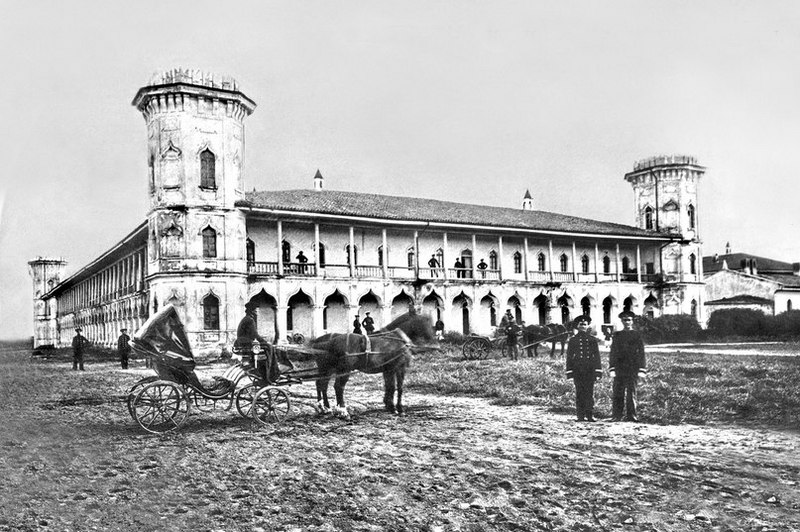
Александровские казармы, 1869

С октября 1891 года в городе размещался Лифляндский 97-й пехотный полк.
В 1885 году уездный город с населением 41 178 человек.
В 1897 году в уездном городе Аккерман Бессарабской губернии Российской империи по данным переписи жили 28 258 человек. Родным языком указывали: украинский — 15 183, русский — 5724, еврейский — 5573, армянский — 608, болгарский — 288.

### XX век
В 1904 году Лифляндский 97-й пехотный полк убыл на восток империи для участия в Русско-японской войне 1904—1905 годов. Участвовал в сражении при Мукдене. В город полк больше не возвращался.

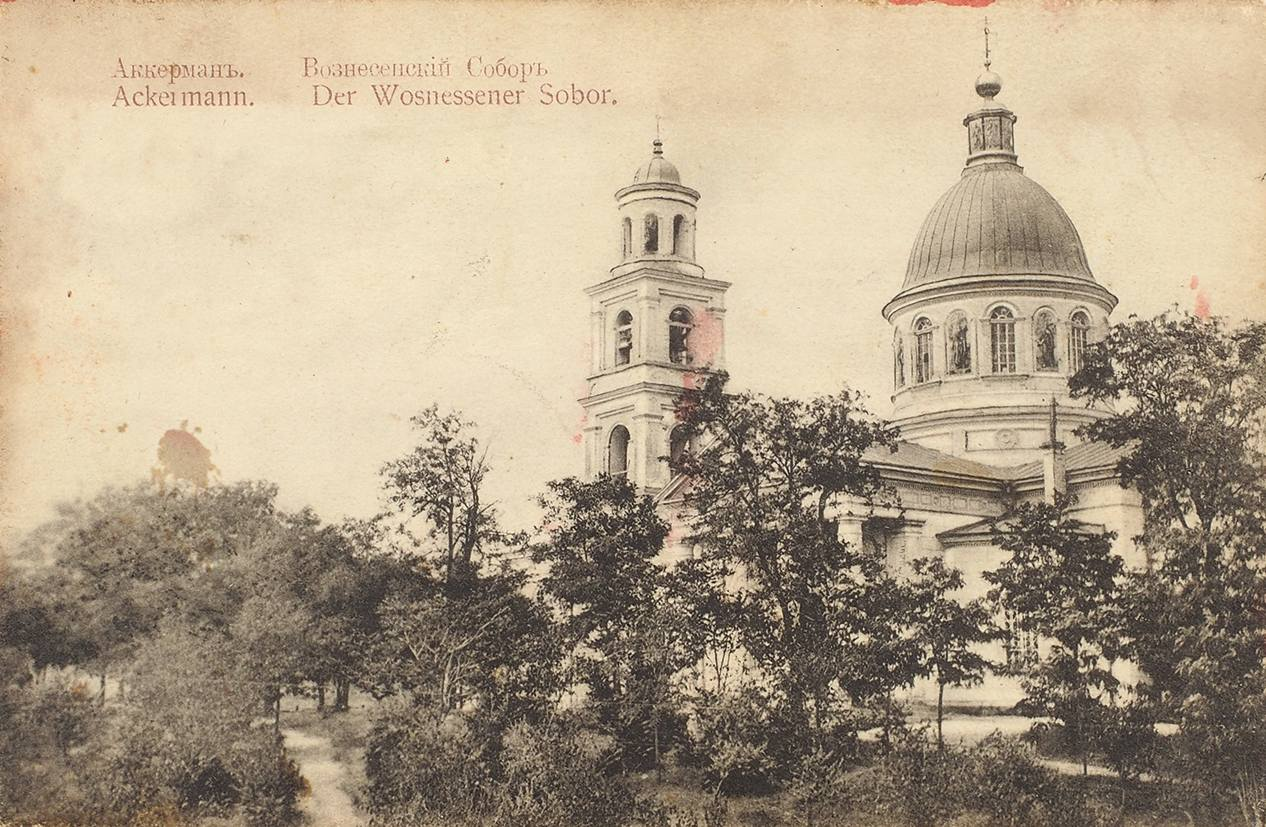
Свято-Вознесенский собор, 1900

Первая мировая война, начавшаяся в 1914 году, привела к Февральской революции 1917 года, Октябрьской революции 1917 года, Гражданской войне в России 1918—1923 годов и потери части территорий новой властью.
26 октября (8 ноября) 1917 года в Петрограде социал-демократами большевиками было низложено Временное правительство Республики Россия. По всей территории страны, в Бессарабской губернии в том числе, с новой силой возобновились революционные процессы. В ноябре образовались новые советские пробольшевистские органы управления Бессарабской губернии, в том числе и в Аккермане. В ноябре избран Исполнительный комитет Бессарабского губернского Совета, председателем избран Я. Д. Мелешин. (Советы), 21 ноября (4 декабря) в Кишинёве создан орган управления Сфатул Цэрий — Совет края. 22 ноября Совет признал Советскую власть.
Однако спокойному течению жизни в регионе начали мешать политические группировки, борющиеся за власть в стране в целом, в окраинных губерниях, а также беспорядки в сельских районах своей губернии в частности. Курс Центрального Совета Украинской Народной Республики на отделение от Советской Республики России, осложнявший политические и экономические связи с Петроградом, вынудили Сфатул Цэрий 2 (15) декабря принять декларацию, провозглашавшую образование Молдавской Демократической Республики, которую иногда называли также Молдавской Народной Республикой.
Новая республика была признана Петроградским Советом и Советом Народных Комиссаров РСФСР. Она включала большую часть территории Бессарабской губернии. Город Аккерман входил в состав республики. Создание МНР-МДР не улучшило ситуацию в регионе. Руководители Совета Края для наведения порядка обратились к королю Румынии за помощью, должны были начаться переговоры, но 7 декабря два полка румынской армии пересекли реку Прут и заняли несколько населённых пунктов. Большевики Кишинёвского гарнизона и революционно настроенные солдаты Русской армии быстро организовали вооружённый отпор. Совет Края — Сфатул Цэрий раскололся на части и республика начала разваливаться. 28 декабря крестьянская фракция Совета Края проголосовала за разрешение на ввод войск Румынии на территорию МДР.
С начала января 1918 года продолжалась постепенная оккупация региона — Бессарабской, Подольской и Херсонской губерний войсками Румынии. Они в большом количестве перешли молдавскую границу и заняли города и сёла. 8 января румынские войска начали наступление на северные и южные районы Молдавской Демократической Республики.
10 января в Аккермане состоялся Съезд Придунайских земств и самоуправлений, на котором была осуждена политика Румынии по отношению к Бессарабии. В этот же день в городе Болграде Измаильского уезда проходил Солдатский съезд 6-й российской армии. Румынские войска застали 6-ю армию врасплох, вследствие чего сопротивление было незначительным. Вечером город был занят. Оставшиеся части 6-й армии вели местные бои и отступали в направлении подконтрольного большевикам города Аккермана и села Маяки. 13 января румынские войска заняли Кишинёв.
С середины января румынские войска вели бои на дальних подступах к Аккерману. С 28 по 30 января в городе попытались захватить власть сторонники Украинской НР, шли уличные бои. В итоге город остался под контролем большевиков. В городе работал Исполнительный комитет Бессарабского губернского Совета. На остальной территории население, одновременно проживающее в Бессарабской губернии и Молдавской республике, продолжало активное сопротивление румынским войскам.
18 (31) января образована Одесская советская республика с центром в уездном городе Одесса Херсонской губернии. В это государственное образование включены части территорий Херсонской и Бессарабской губерний. Аккерман формально входил в состав Молдавской республики, но на самом деле в Советах большинство было у социал-демократов большевиков, несогласных с решениями Совета Края, и большое влияние было со стороны Одесской советской республики.
22 января в Совете Края было объявлено о ликвидации автономии в РСФСР и провозглашении независимости Украинской Народной Республики. Ночью на 24 января (6 февраля) в условиях оккупации территории республики румынскими войсками Совет Края также провозгласил независимость от РСФСР. Положение Аккермана стало двояким.
В феврале Красная Армия провела успешные боевые действия против румынских войск севернее Аккермана в районе Слободзеи, на линии Резина — Шолданешты. В начала марта румынские войска повели наступление на юге. Красная Армия отступала. Бои велись на подступах к Аккерману. Оборону города возглавил большевик — комиссар Н. Шишман. В Аккермане была проведена мобилизация и созданы 1-й Бессарабский полк и Аккерманский фронт (в 30 км от города), удерживавший линию обороны против румынской армии силами двух тысяч штыков (пехотинцев). Король Румынии предложил переговоры. Совместный протокол о прекращении вооружённого конфликта представители Румынии подписали 5 марта, а представители РСФСР — 9 марта. Румыния обязалась в течение двух месяцев вывести свои войска из Бессарабии и не предпринимать никаких военных и враждебных действий в отношении РСФСР. 8 марта 1918 года Красная Армия получила приказ прекратить военные действия против румынских войск.

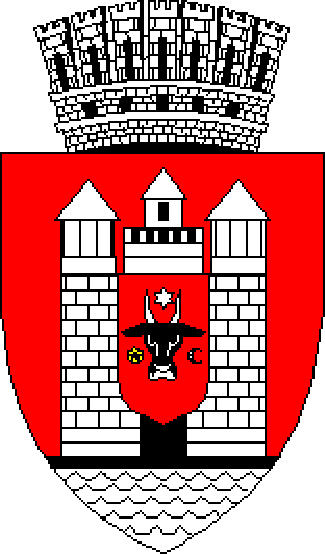
Герб румынского периода утверждён 1930 г.

9 марта Румыния порвала соглашение о прекращении огня и штурмом заняла Аккерман. В марте Исполнительный комитет Бессарабского губернского Совета прекратил свою работу в связи с присоединением губернии к Румынии. 27 марта (9 апреля) Совет республики — Сфатул Цэрий — продолжил свою работу по сближению с королём Румынии, открытым голосованием часть депутатов приняли Акт о признании присоединения МДР к Румынии. Румыния стала полностью контролировать Бессарабию. Потеря Аккермана обострила ситуацию вокруг Одессы, так как она стала уязвимой и с юга. 27 ноября 1918 года Аккерман вошёл в состав Румынии, так как МДР была ликвидирована указом короля Фердинанда I.
В 1940 году возвращён СССР. 28 июня после получения ответа советским правительством от румынского правительства советские войска Южного фронта получили задачу без объявления войны занять Бессарабию и Северную Буковину. Командир 55-го ск 9-й армии подтвердил ранее поставленную задачу командиру 25-й сд — переправиться по понтонному мосту через Цареградское гирло Днестровского лимана и к исходу дня занять Аккерман и колонию Старая Сарата. Пограничные войска и армейские части Румынии начали отход от границы к р. Прут и Дунай. В 14.00 войска 9-й армии начали операцию по занятию территории Бессарабии. В 17.20 понтонёры приступили к наведению понтонного моста при сильном шторме, но построить его не смогли. В 21.47 в Аккерман на отдельных переправочных средствах переправился стрелковый батальон 35-го стрелкового полка 74-й стрелковой дивизии 55-го ск и занял город. 29 июня в соответствии со сложившейся обстановкой город должна была занять 74-я сд. К 20.00 74-я сд завершила переправу через Днестровский лиман и заняла район Паланка, Карловка, Аккерман. С 30 июня город занимал 78-й стрелковый полк. 3 июля советско-румынская граница по рекам Прут и Дунай была закрыта. В этот день в ознаменование возвращения Бессарабии в состав СССР войска Южного фронта провели парады в некоторых населённых пунктах, в том числе в Аккермане, в котором участвовала 74-я стрелковая дивизия и эскадрильи 67-го истребительного авиаполка: 1203 человека личного состава, 130 лошадей, 16 орудий, 53 самолёта. См. Присоединение Бессарабии и Северной Буковины к СССР.
2 августа провозглашается Молдавская Советская Социалистическая Республика, в которую вошла большая часть Бессарабии времён Российской империи. 7 августа в составе Украинской ССР образована Аккерманская область с центром в Аккермане. В области было 6 городов: Аккерман, Болград, Вилково, Измаил, Килия, Рени.
В августе в городе размещаются городские и областные органы управления. Областной Совет народных депутатов — Председатель областного Исполнительного комитета Совета народных депутатов Н. У. Михонько; Областной комитет КП(б) Украины — 1-й секретарь областного комитета КП(б) Украины А. М. Овчаренко; Управление Народного комиссариата внутренних дел УССР по Аккерманской области — Начальник Управления Народного комиссариата внутренних дел УССР по Аккерманской области капитан государственной безопасности А. М. Седов (7.8.— 21.12.).
7 декабря 1940 года Указом Президиума Верховного совета СССР областной центр из Аккермана перенесён в город Измаил, а область переименована в Измаильскую. Аккерман оставался городом областного значения при Лиманском районе, центром которого было село Шабо, находящееся в 8 км от городской черты (район был образован из Лиманской волости — неофициальное название с 07.08.1940; волостная претура (1938—1940), пласа (до 1938) жудеца Четатя-Алба).
28 июля 1941 года оккупирован Румынией. С августа 1941 по август 1944 год Аккерман входил в состав Губернаторства Бессарабия Румынии. 2 августа 1944 года Аккерман был освобождён от румынских войск в ходе десантной операции по форсированию Днестровского лимана войсками 3-го Украинского фронта и силами Черноморского флота при поддержке 17-й воздушной армии во время Ясско-Кишинёвской наступательной операции 20—29 августа 1944 года:
- 3-го УФ: 46-й армии (генерал-лейтенант Иван Тимофеевич Шлёмин) — 1-го гвардейского укреплённого района (полковник Сергей Иванович Никитин), 83-й морской стрелковой бригады (полковник Леонид Константинович Смирнов), 255-й морской стрелковой бригады (полковник Иван Афанасьевич Власов).
- 17-й ВА — 262-й ночной бомбардировочной авиационной дивизии (генерал-майор авиации Геннадий Иванович Белицкий).
- ЧФ: Дунайской военной флотилии — 369-го отдельного батальона морской пехоты (майор Семён Тимофеевич Григорьев), части войск 4-й отдельной бригады катеров (капитан 2 ранга Пётр Павлович Давыдов); части войск 13-й авиационной дивизии пикирующих бомбардировщиков (полковник Иван Егорович Корзунов), часть сил 4-й истребительной авиационной дивизии (полковник Иван Степанович Любимов), 23-го штурмового авиационного полка (майор Иван Иванович Трушин)[39].

Войскам, участвовавшим в овладении городами Бендеры и Аккерман, приказом Верховного Главнокомандующего И. В. Сталина от 23 августа 1944 года объявлена благодарность, и в Москве дан салют 12-ю артиллерийскими залпами из 124 орудий. Город вернулся в состав Измаильской области УССР. 9 августа 1944 года город был переименован в Белгород-Днестровский.
С 15 февраля 1954 года город областного подчинения при Лиманском районе Одесской области (s:Указ Президиума ВС СССР от 15.02.1954 об упразднении Измаильской области Украинской ССР).
28 ноября 1957 года Лиманский район переименован (с перенесением районного центра). В Одесской области образован Белгород-Днестровский район с центром в Белгороде-Днестровском.
В 1967 году в городе проживало 30 тыс. жителей.

20-21 января 1975 года села Вершина, Переможное (до 1945 года Папушой) и жилой массив совхоза «28 июня» Бритовского сельсовета (вместе с землями в количестве 560 га) присоединили к городу Белгород-Днестровский.

23 января 1975 года исполком Одесского облсовета приобщил часть села Переможного (от улицы Артельной) до села Выпасного Выпаснянского сельсовета.

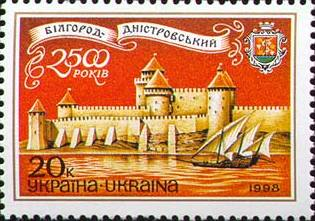
Почтовая марка Украины. 2500 лет городу

Развита пищевая промышленность. Имелись мясной и рыбный комбинаты, маслодельный и винно-соковый заводы; швейная, мебельная, картонная фабрики; комбинат стройматериалов; морской рыбопромышленный и сельскохозяйственный техникумы, педагогическое и медицинское училища; пристань на Днестровском лимане; железнодорожная станция.
Вблизи города расположено большое село Шабо — значительный пункт виноградарства и виноделия. В городе прекрасно сохранилась одна из самых крупных на Украине Белгород-Днестровская крепость, с 26 башнями, 4 воротами и цитаделью. Общая протяжённость крепостных стен свыше 2 км.
В 1998 году город отметил своё 2500-летие.

### XXI век
В начале 2000-х город продолжил свое развитие в туристической области, Аккерманская крепость стала популярной достопримечательностью на юге Украины. В городе и окрестностях активно развивается винодельческая отрасль, основано несколько плантаций и винокурень. В 2002 году принят гимн города.
В 2014 году город и район объявлены экологически чистой зоной Одесской области.

## Галерея

Фото
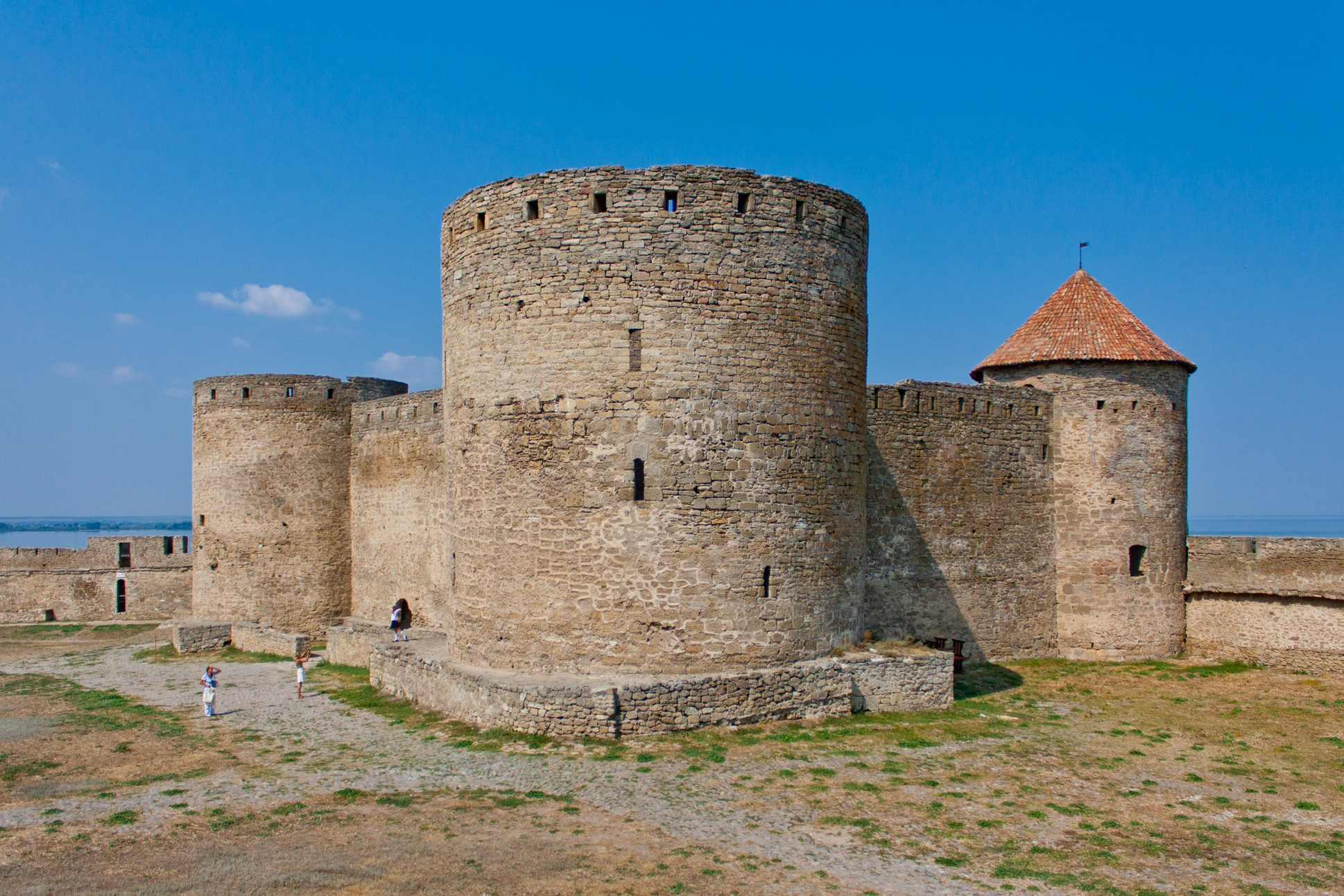
Внутренняя часть крепости Аккерман
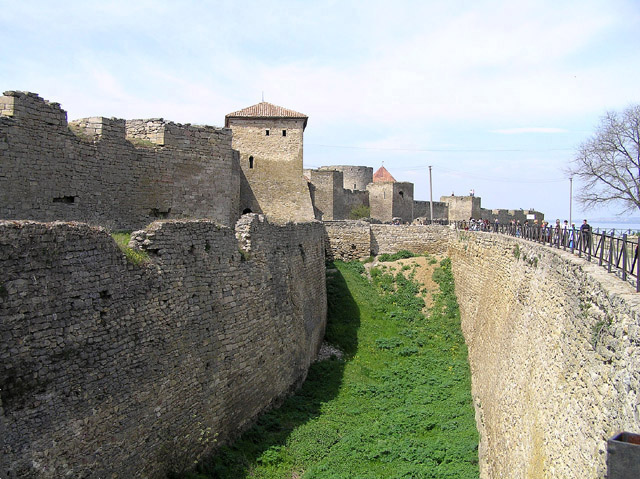
Стены крепости Аккерман
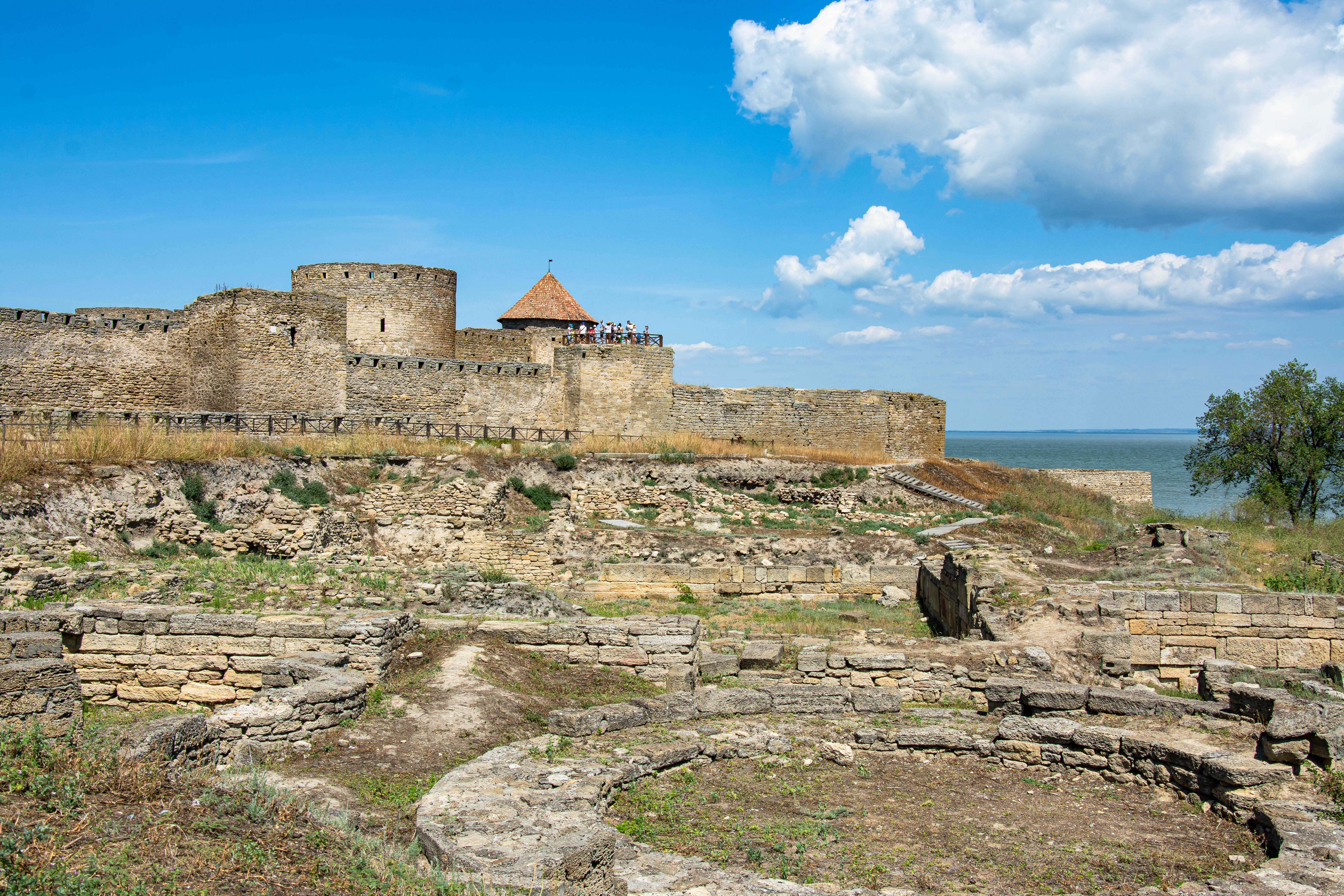
Древний город Тира
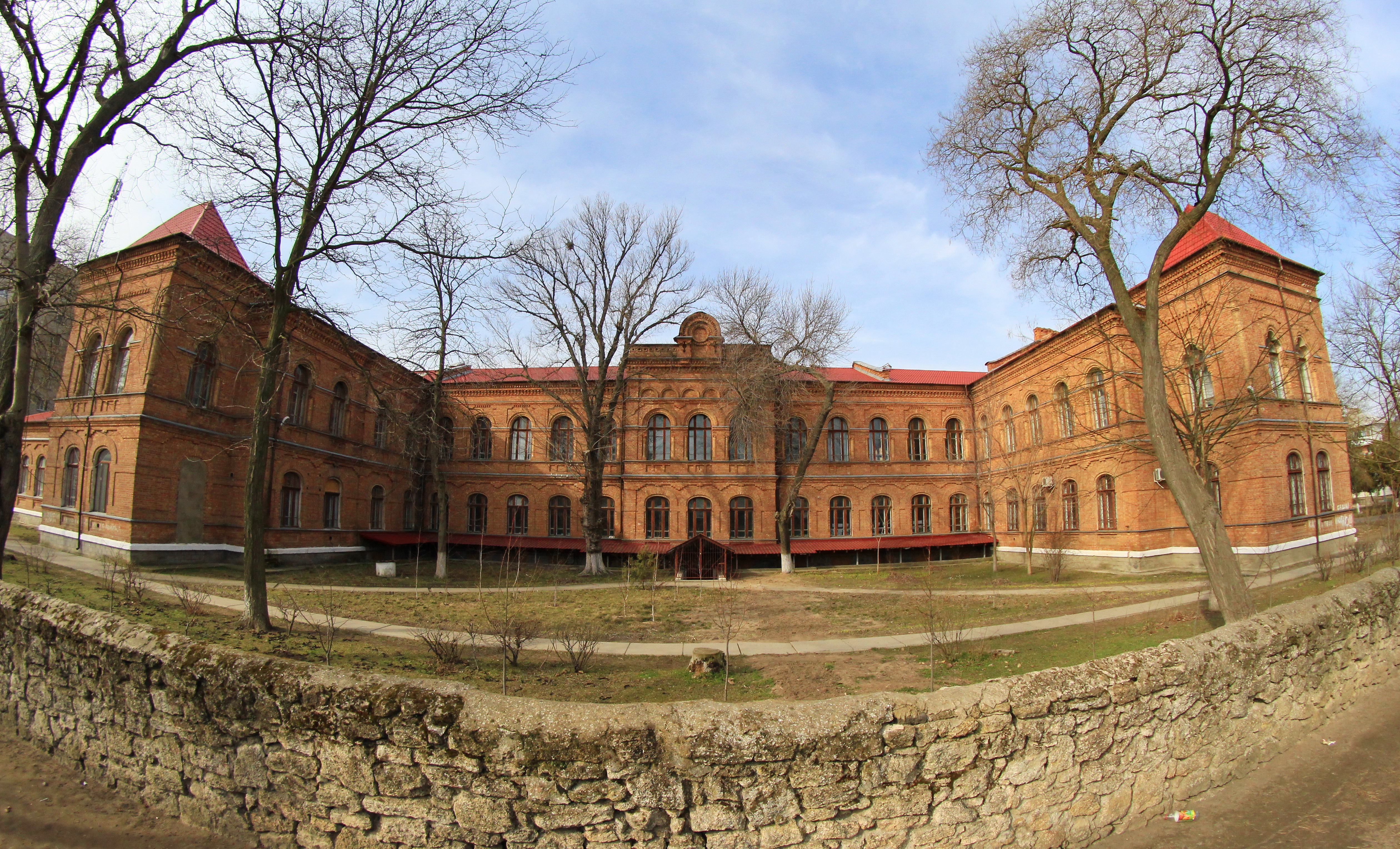
Педагогический колледж
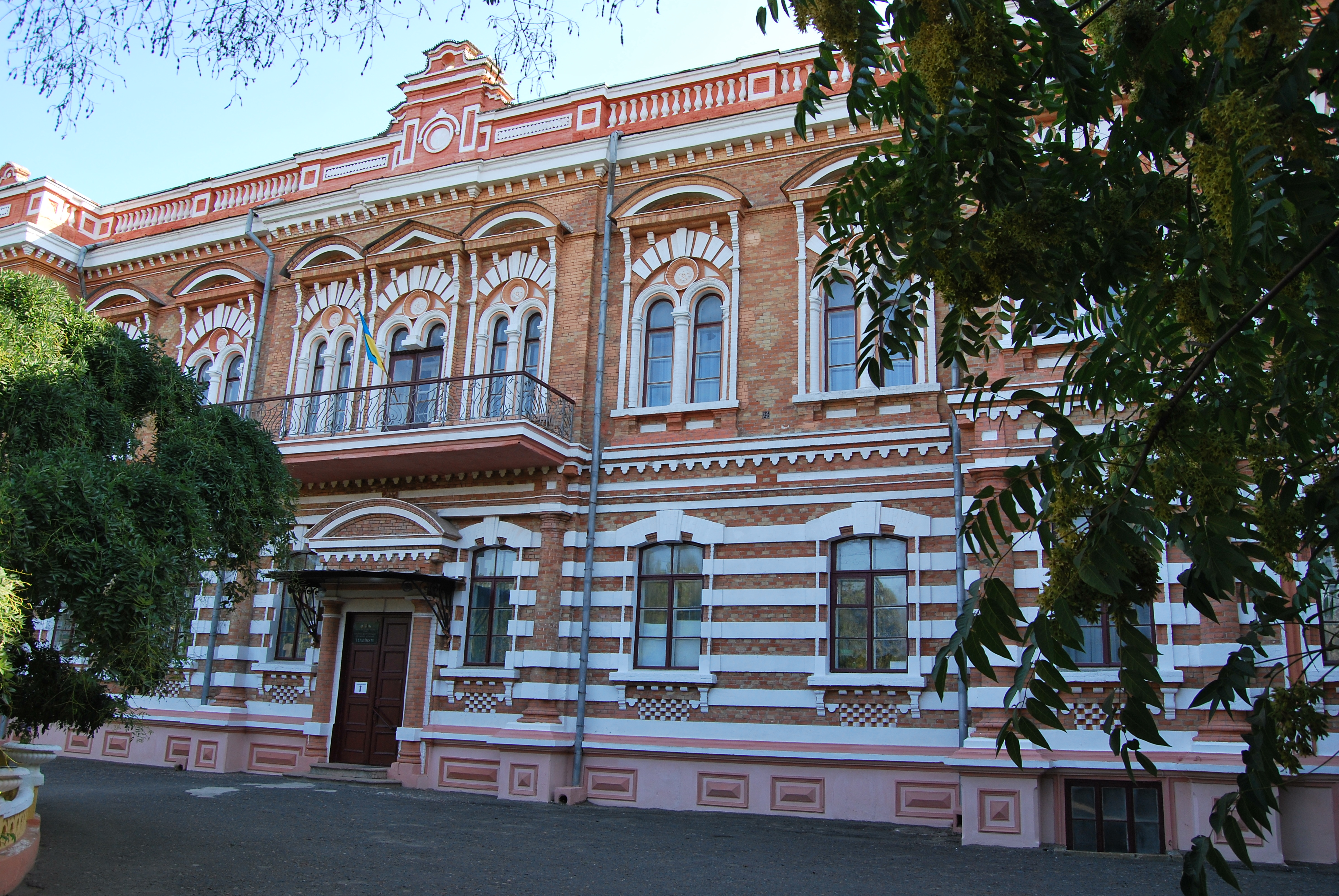
Белгород-Днестровский аграрный техникум
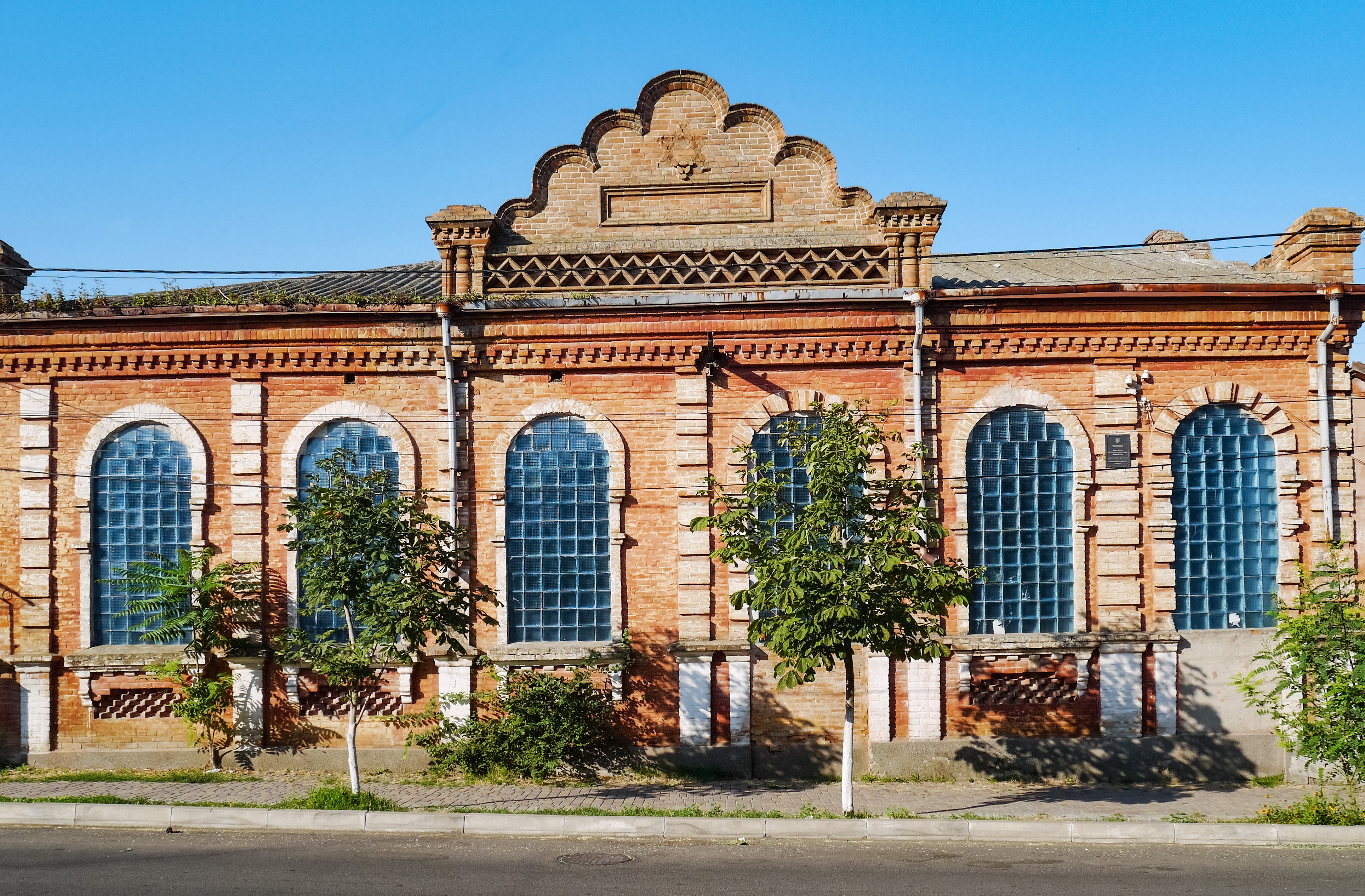
Синагога
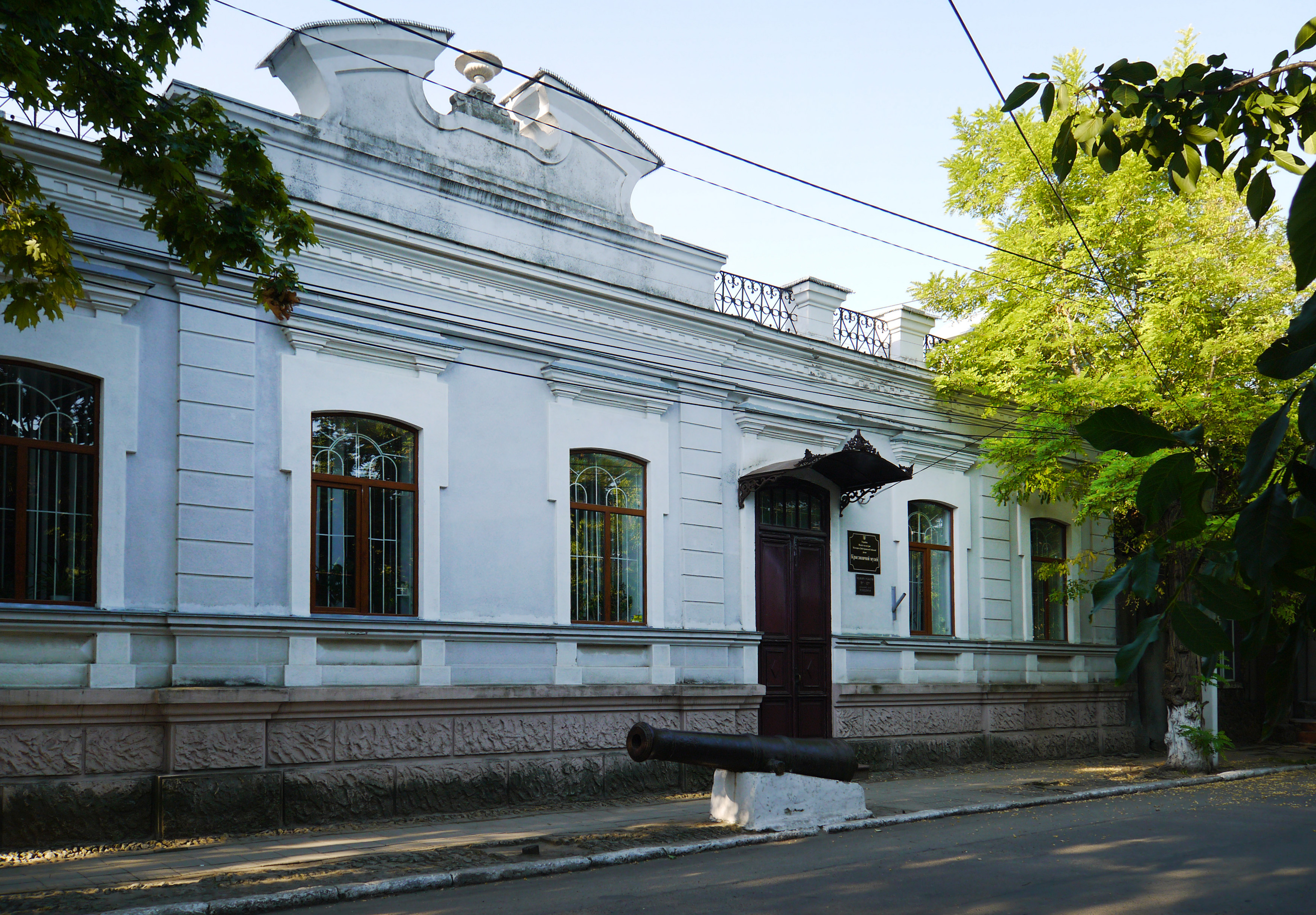
Краеведческий музей
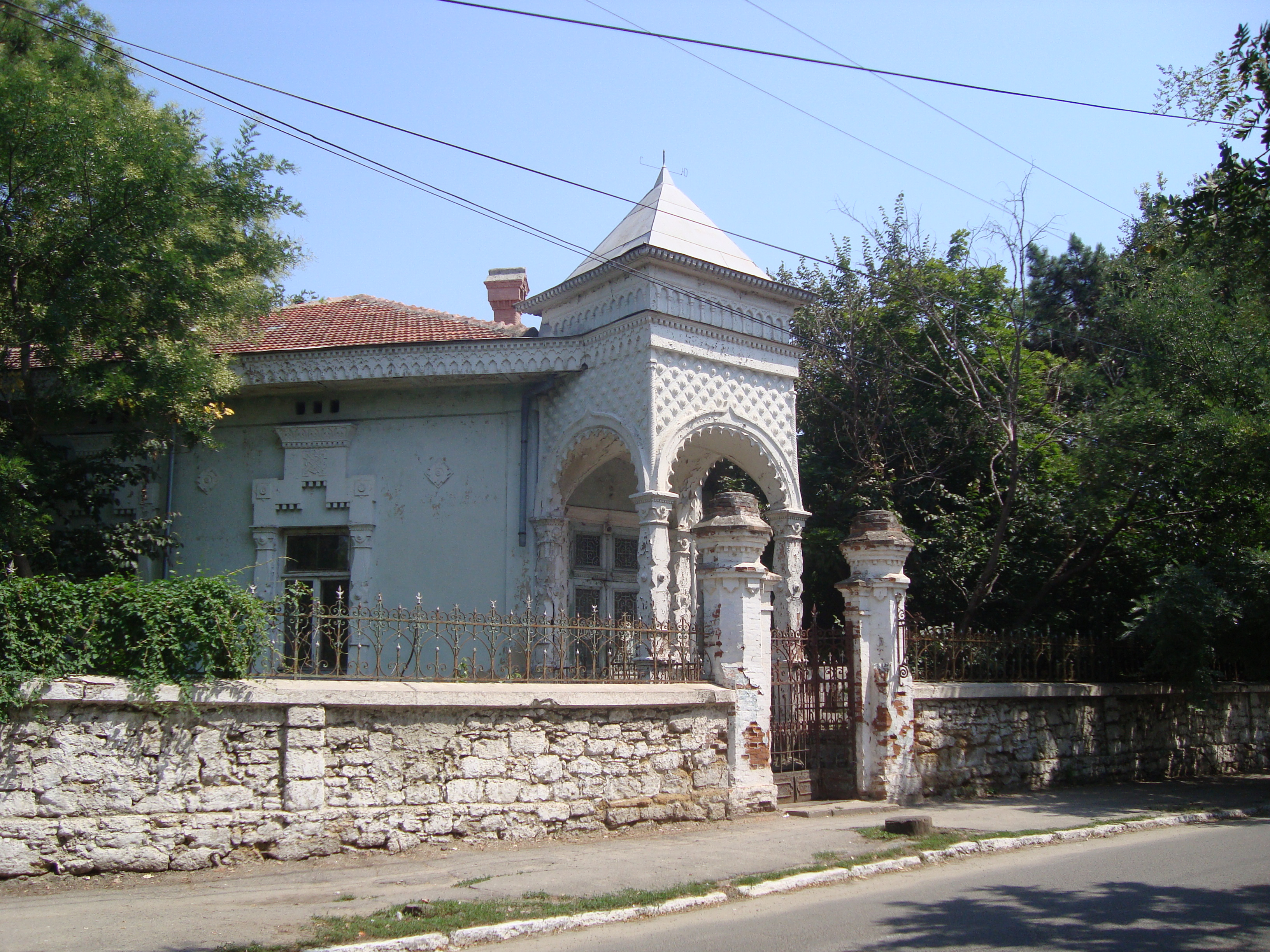
Особняк Ярошевича
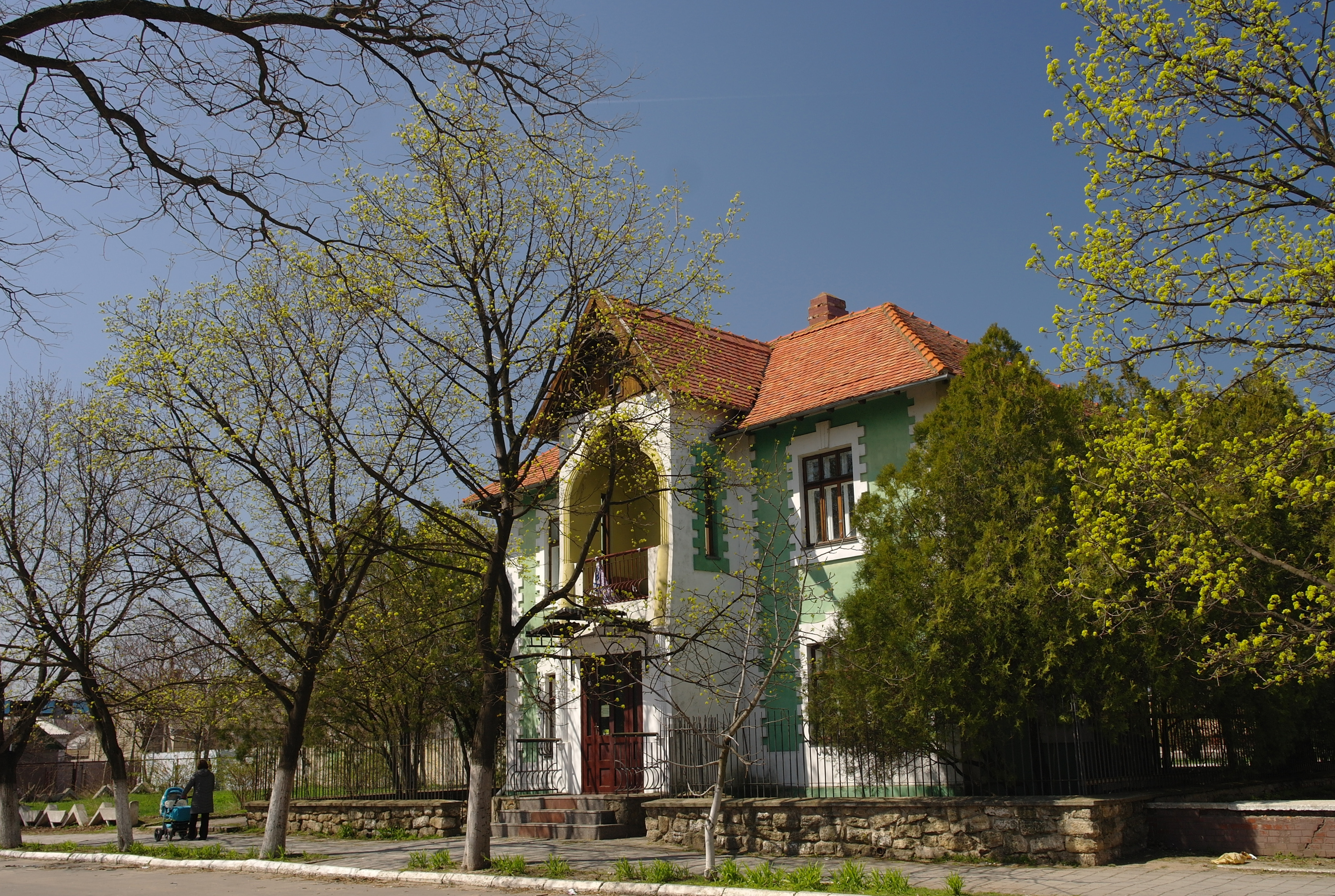
Особняк на ул. Михайловской
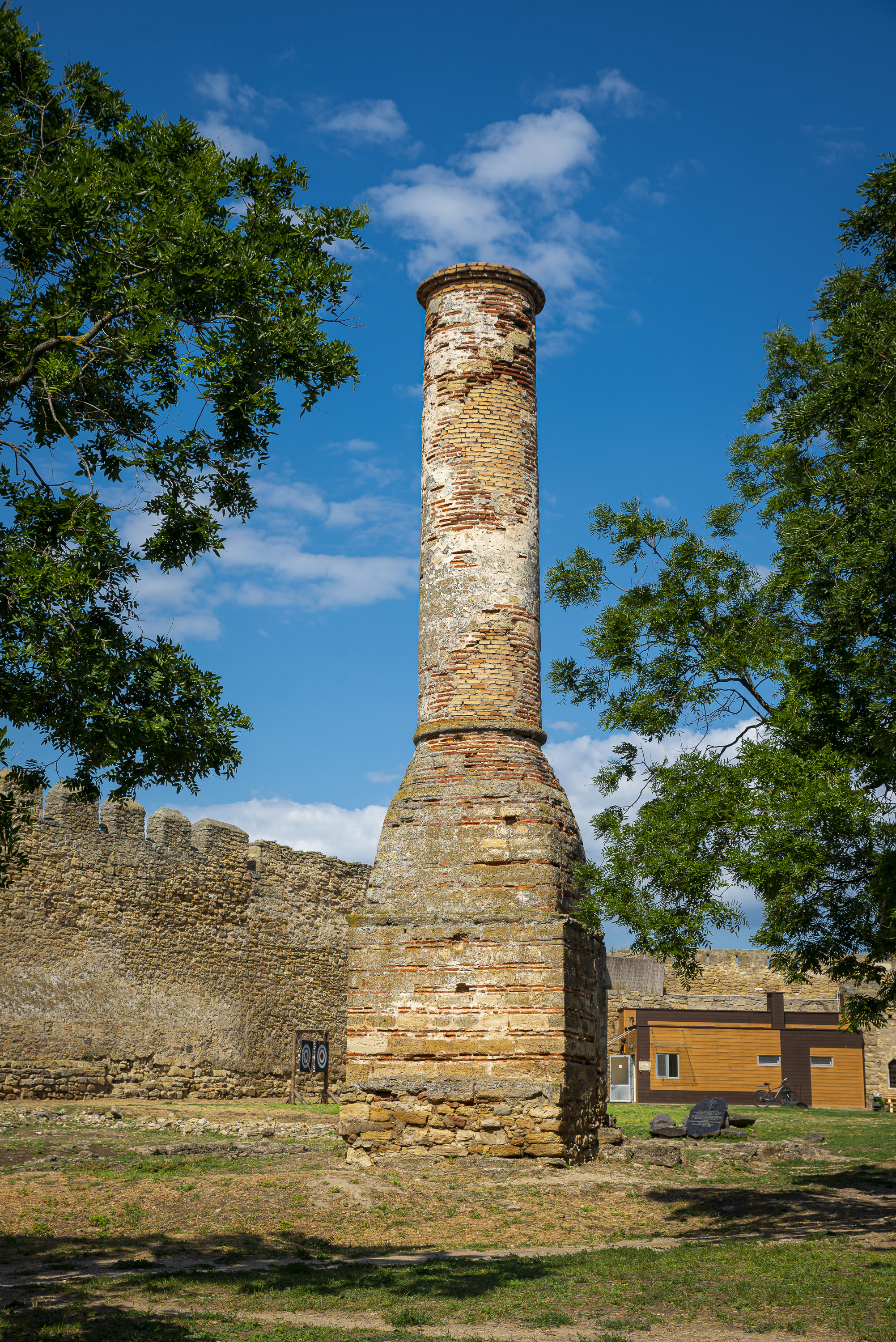
Минарет
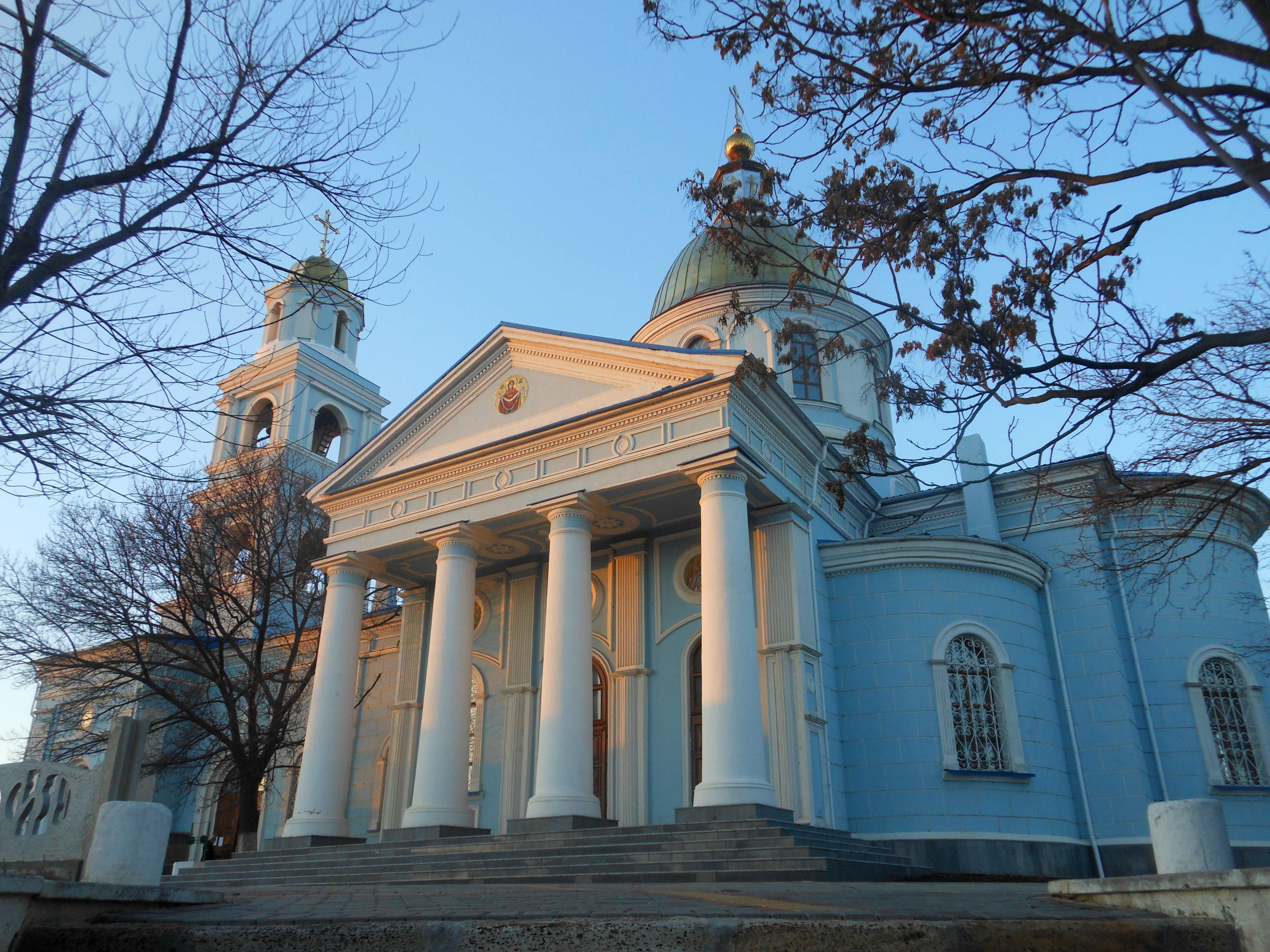
Свято-Вознесенский собор
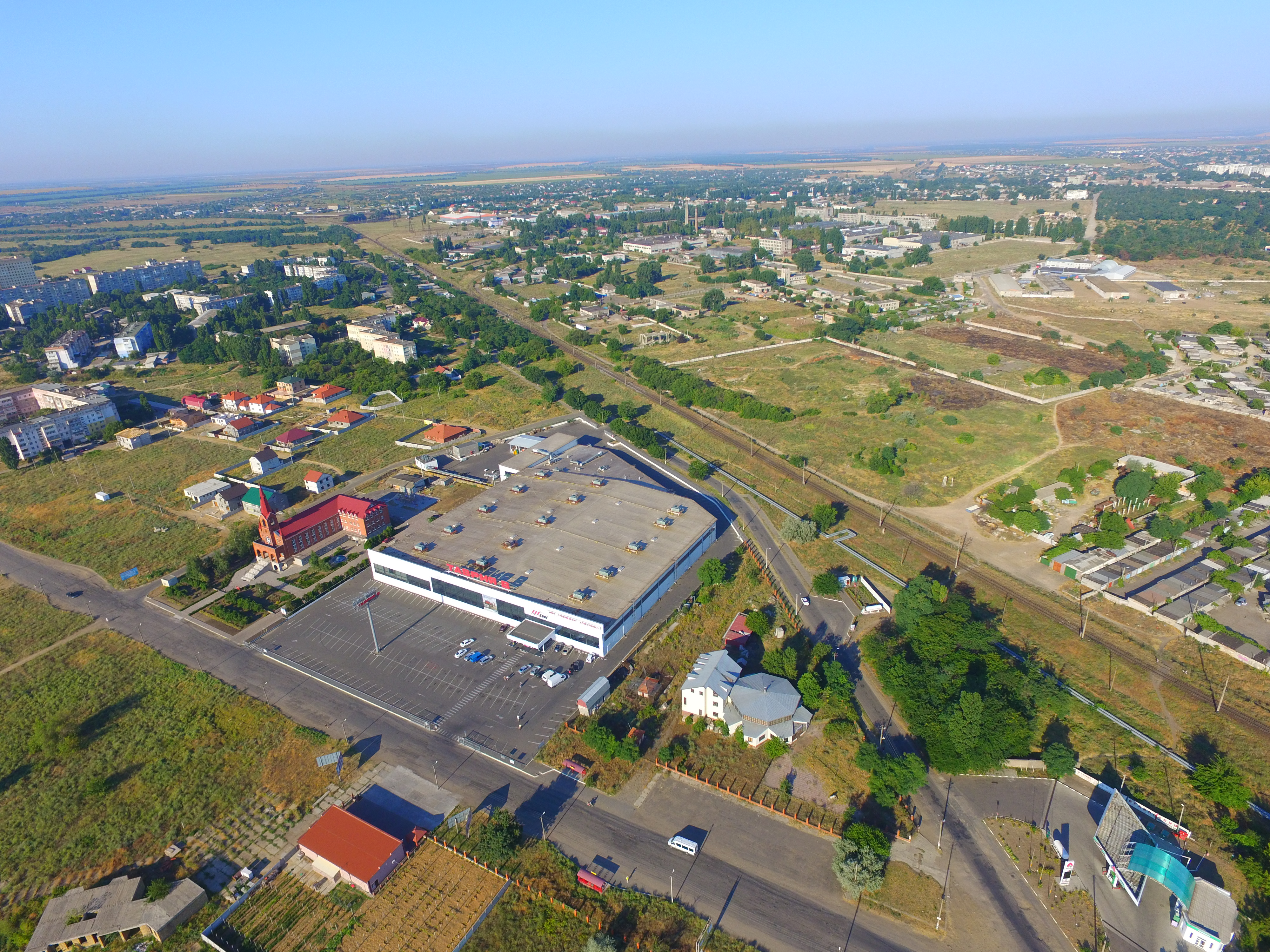
Храм Спасения и торговый центр
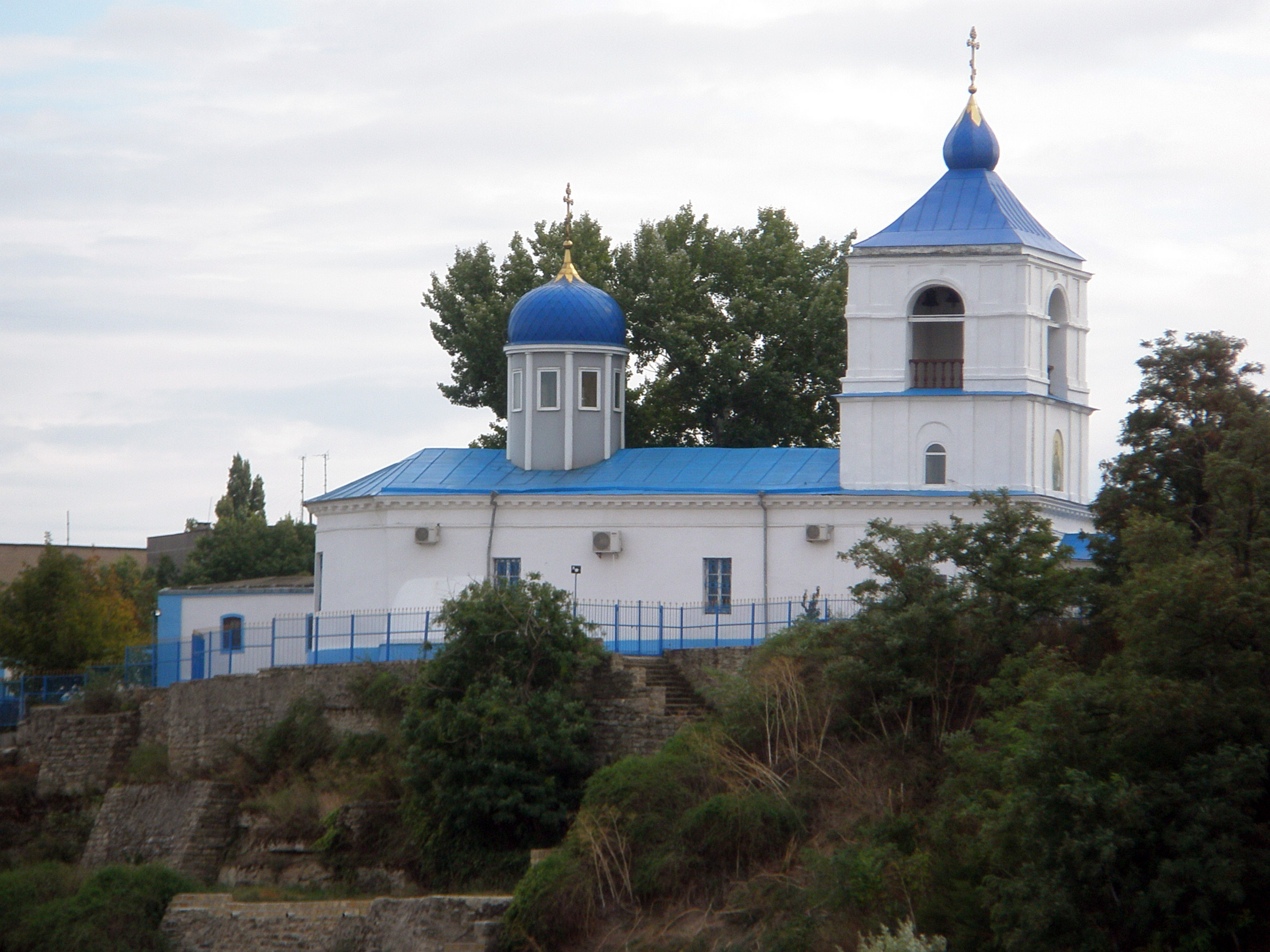
Греческая церковь Иоанна Крестителя
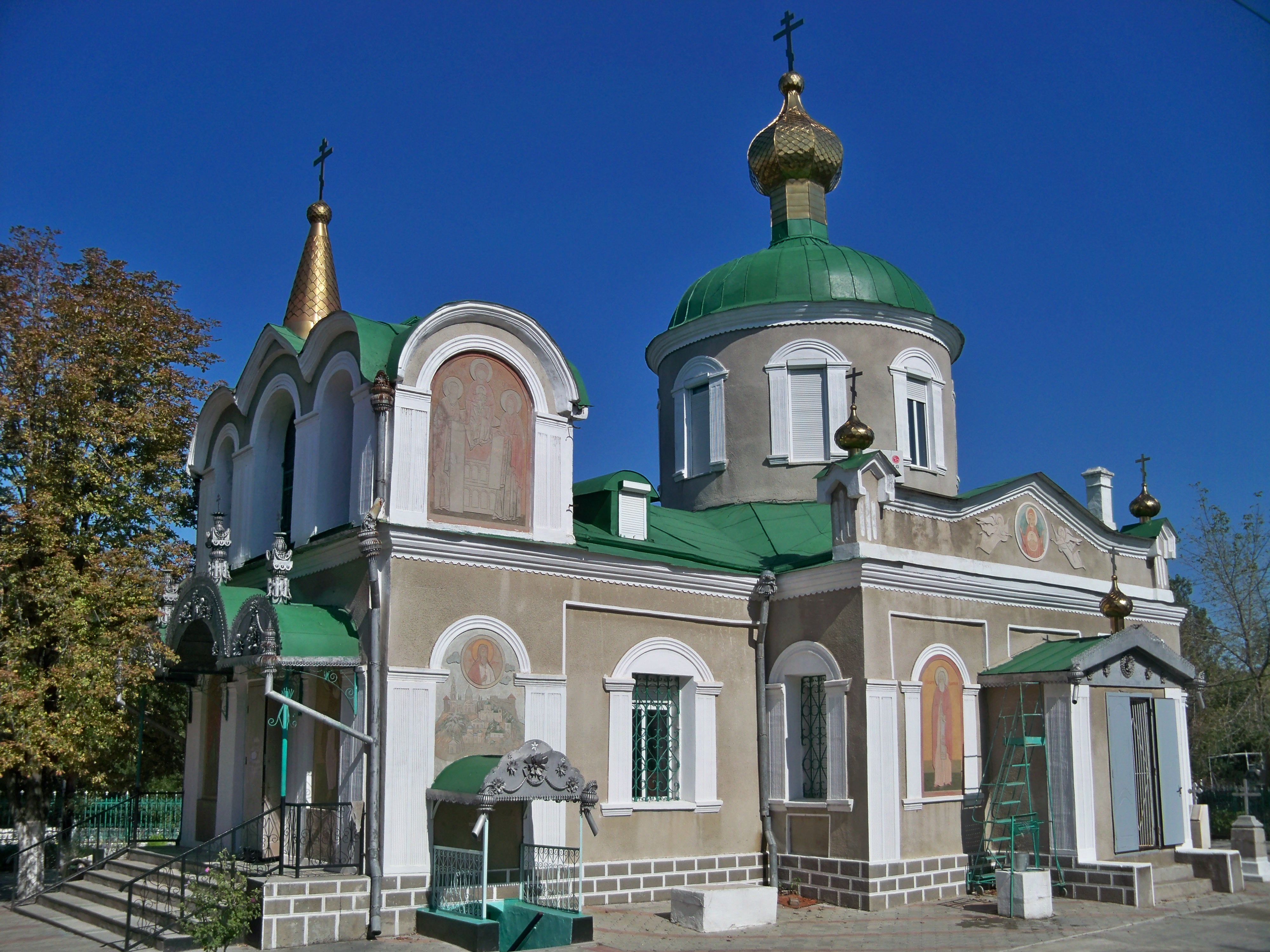
Николаевская церковь

## Достопримечательности
- Белгород-Днестровская крепость
- Фортеця (фестиваль)
- Белгород-Днестровский краеведческий музей
- Александровские казармы
- Свято-Вознесенский собор

## Города-побратимы
- Фетхие[47]
- Вагаршапат[48][49]